# Carl Spitzweg
Carl (o Karl) Spitzweg (Unterpfaffenhofen, 5 febbraio 1808 – Monaco di Baviera, 23 settembre 1885) è stato un pittore tedesco di stile Biedermeier nonché una delle figure più importanti della vita culturale tedesca del XIX secolo.

## Biografia
La madre, Franziska Schmutzer, era la figlia di un ricco esponente dell'alta borghesia del commercio di Monaco, il padre, Simon Spitzweg, proveniva dal villaggio di Unterpfaffenhofen, presso Fürstenfeldbruck (nell'Alta Baviera), dove la sua famiglia aveva raggiunto il benessere economico: era anch'egli un commerciante, di buona cultura, che a Monaco, anche grazie alla sua attività politica, godeva di stima e reputazione.
Carl Spitzweg aveva due fratelli; per i tre figli il padre aveva già programmato la carriera: il maggiore avrebbe dovuto rilevare il negozio, Carl sarebbe divenuto farmacista e il minore medico. A Monaco Carl passò una giovinezza tranquilla e serena, anche se perse la madre nel 1819, quando aveva undici anni.
Frequentò il Wilhelmsgymnasium brillantemente e si diplomò nel 1825. Sebbene avesse ben presto già mostrato il proprio talento artistico (il primo disegno risale al 1823), obbedì alla volontà paterna e iniziò quello stesso anno il suo periodo di apprendistato presso la Königlich-Bayrische Hofapotheke (farmacia) di Monaco. Nel 1828 il padre morì; l'anno seguente Carl lavorava nella Löwenapotheke nella città di Straubing, dove visse accanto a persone del teatro e artisti.
Spitzweg iniziò il suo corso di studi presso l'Università di Monaco, concluso brillantemente nel 1832: venne quindi abilitato alla professione di farmacista, ma già nel 1833 decise di abbandonarla, avendo riconosciuto che la sua autentica strada era la pittura. Prese questa decisione durante un soggiorno di cura a Bad Sulz, presso Peißenberg, dopo una malattia.
Nel 1835 divenne membro della società degli artisti di Monaco, sebbene non avesse frequentato nessuna accademia ma fosse un autodidatta.
Seguirono viaggi in Dalmazia (1839), a Venezia (1850) e, assieme al paesaggista Eduard Schleich, a Parigi, Londra (per la Crystal Palace Exhibition, prima esposizione mondiale delle invenzioni e della tecnica), e, sulla via del ritorno, a Anversa (1851), Francoforte sul Meno, Heidelberg.
Dal 1844 divenne collaboratore del giornale Fliegende Blätter, per il quale disegnò moltissime vignette umoristiche.	
Carl Spitzweg morì nel 1885 all'età di 77 anni per un colpo apoplettico, non molto tempo dopo la morte del fratello minore, nel suo appartamento di Monaco. È sepolto nell'Alter Südfriedhof, nel quartiere di Glockenbach.

## Opere
Il catalogo di Carl Spitzweg conta oltre 1.500 quadri e disegni. Già nel 1824 aveva iniziato a dipingere a olio. Durante la sua vita Spitzweg vendette circa 400 dipinti: trovava ammiratori e compratori soprattutto in quella borghesia da poco arricchitasi e dotata di potere d'acquisto, sebbene la grande popolarità che conosce oggi la sua pittura risalga in effetti a dopo la seconda guerra mondiale.
Il suo stile appartiene al tardo romanticismo. Agli inizi Spitzweg appare ancora molto legato alla maniera Biedermeier, in seguito riuscì a elaborare un proprio stile personale, molto vicino all'impressionismo francese di quegli anni.
Già nella sua giovinezza Spitzweg disegnava molto, e anche mentre ancora esercitava il mestiere di farmacista si dilettava a disegnare teste di malati reali o immaginari, giovani e vecchi, nonché vedute della piccola città di Straubing: di questa idilliaca cittadina Spitzweg amava particolarmente l'immagine pittoresca con gli scorci con le viuzze strette, i graziosi bovindi, le piccoli torri, le fontane e le figure in pietra, motivi che si ritrovano continuamente nelle sue opere.
Spitzweg rappresentava le persone nel loro caratteristico ambiente borghese: nei suoi quadri di piccolo formato descrisse con umorismo e finezza la piccola borghesia dell'epoca Biedermeier, tipi bizzarri e scenette romantiche. Rappresentò le piccole debolezze umane, ma mai la bassezza o la volgarità, che erano a lui estranee. Der arme Poet ("Il povero poeta") – il suo quadro più famoso e più amato – risale al 1839. Molto noti sono anche i suoi Der Kaktusliebhaber ("L'amante dei cactus") o Der Bücherwurm ("Il topo da biblioteca").
Attraverso l'amicizia con il paesaggista Eduard Schleich, suo compagno in numerosi viaggi, perfezionò il suo stile nella rappresentazione della natura: con grande senso della natura e del colore dipinse grandiosi panorami montani, con le cime svettanti, i romantici e verdi boschi, i campi coltivati, una natura per lo più serena e luminosa.
Spitzweg aveva uno spiccato senso dei colori: grazie alla sua preparazione di farmacista disponeva delle conoscenze chimiche e tecniche per produrre da solo i propri colori. Egli utilizzava un blu chiaro e luminoso che è unico e non si trova nei quadri di altri pittori; conosceva anche il sistema per rendere i colori più duraturi.
Dai suoi viaggi Spitzweg riportò una ricca collezione di schizzi che inserì poi nei suoi quadri. Inoltre, scrisse anche numerose poesie.

## Galleria d'immagini

### Personaggi

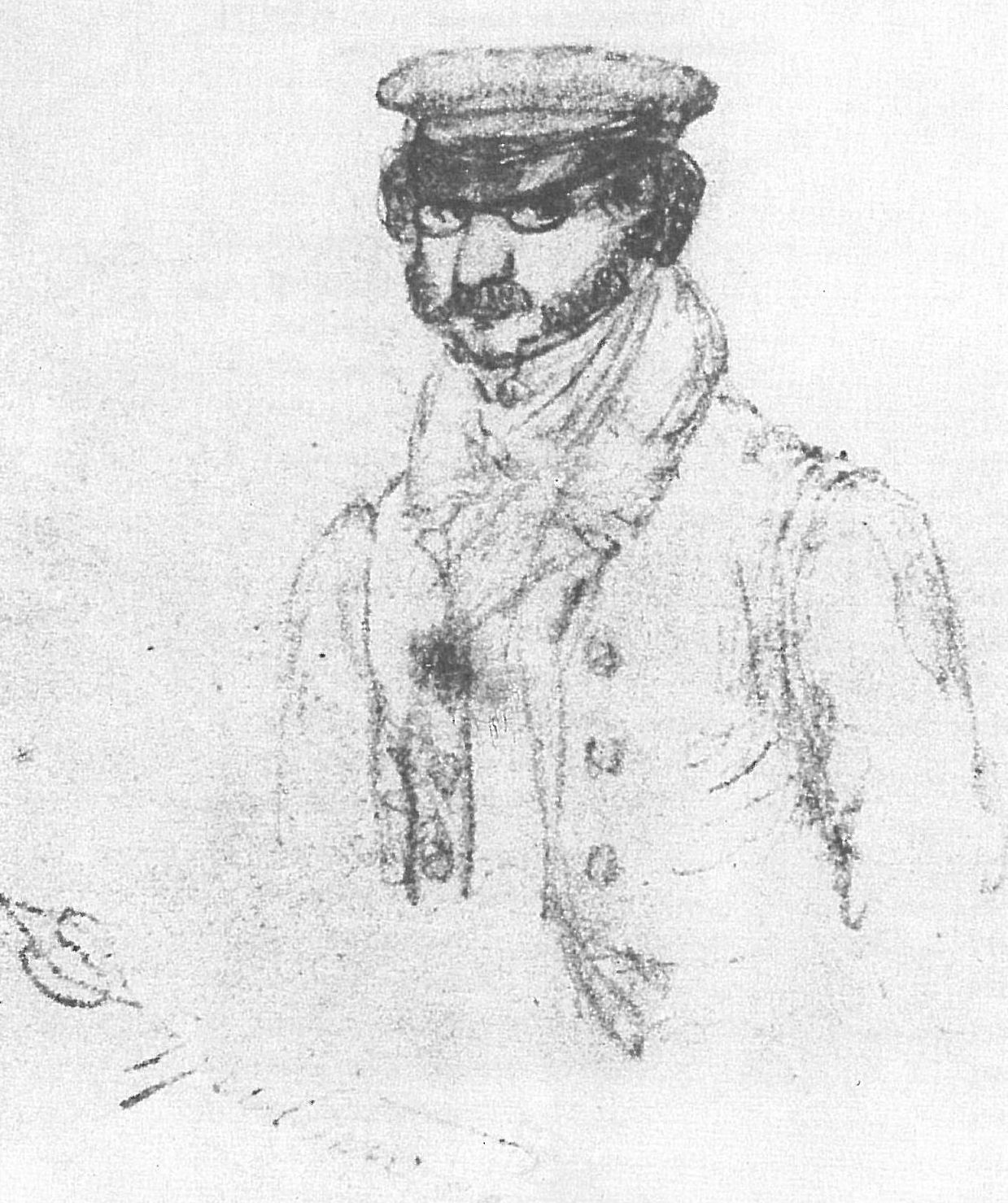
Carl Spitzweg autoritratto (1832)
Ninfa al bagno
Contadinella orante
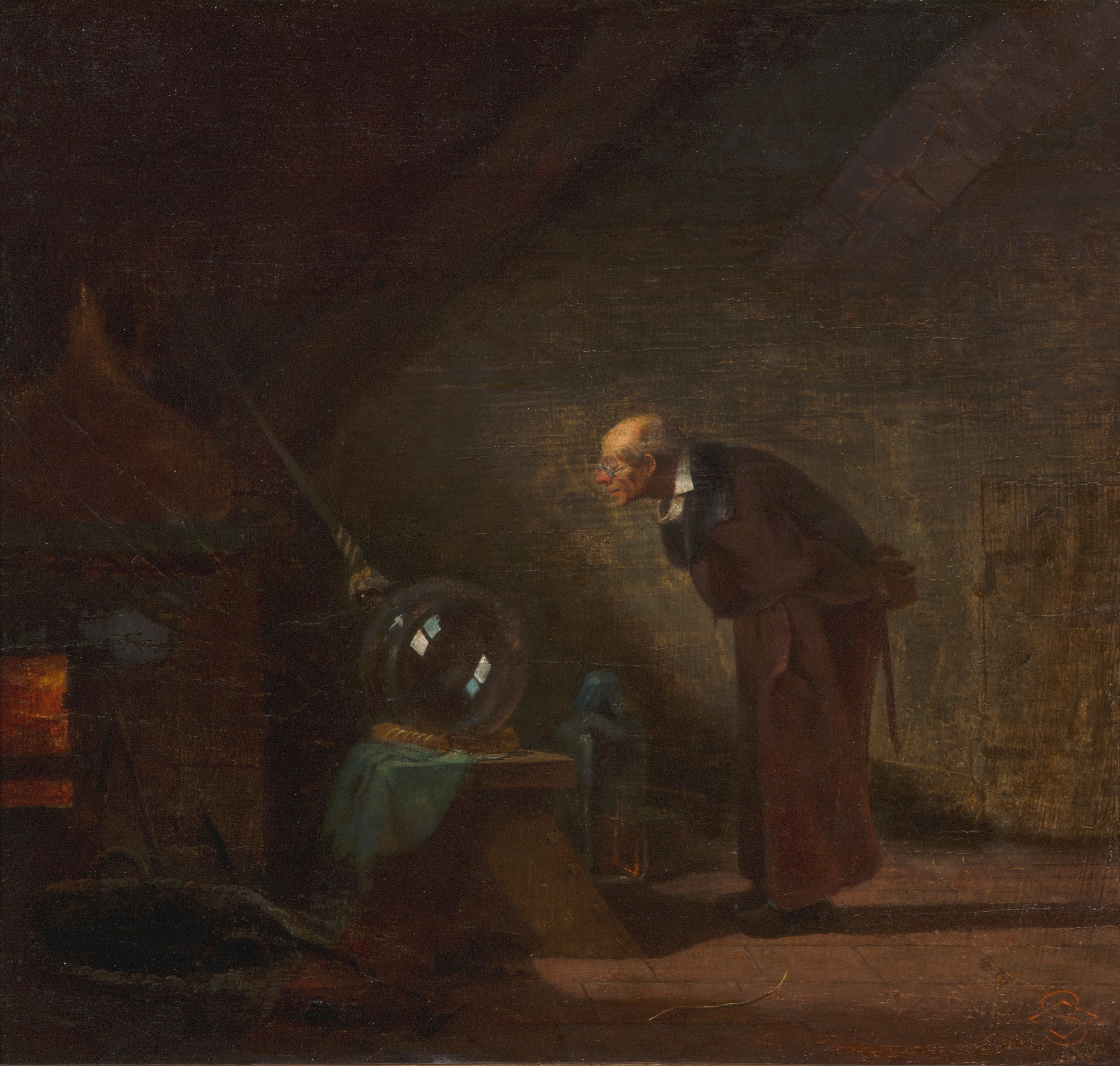
L'alchimista
Pescatore
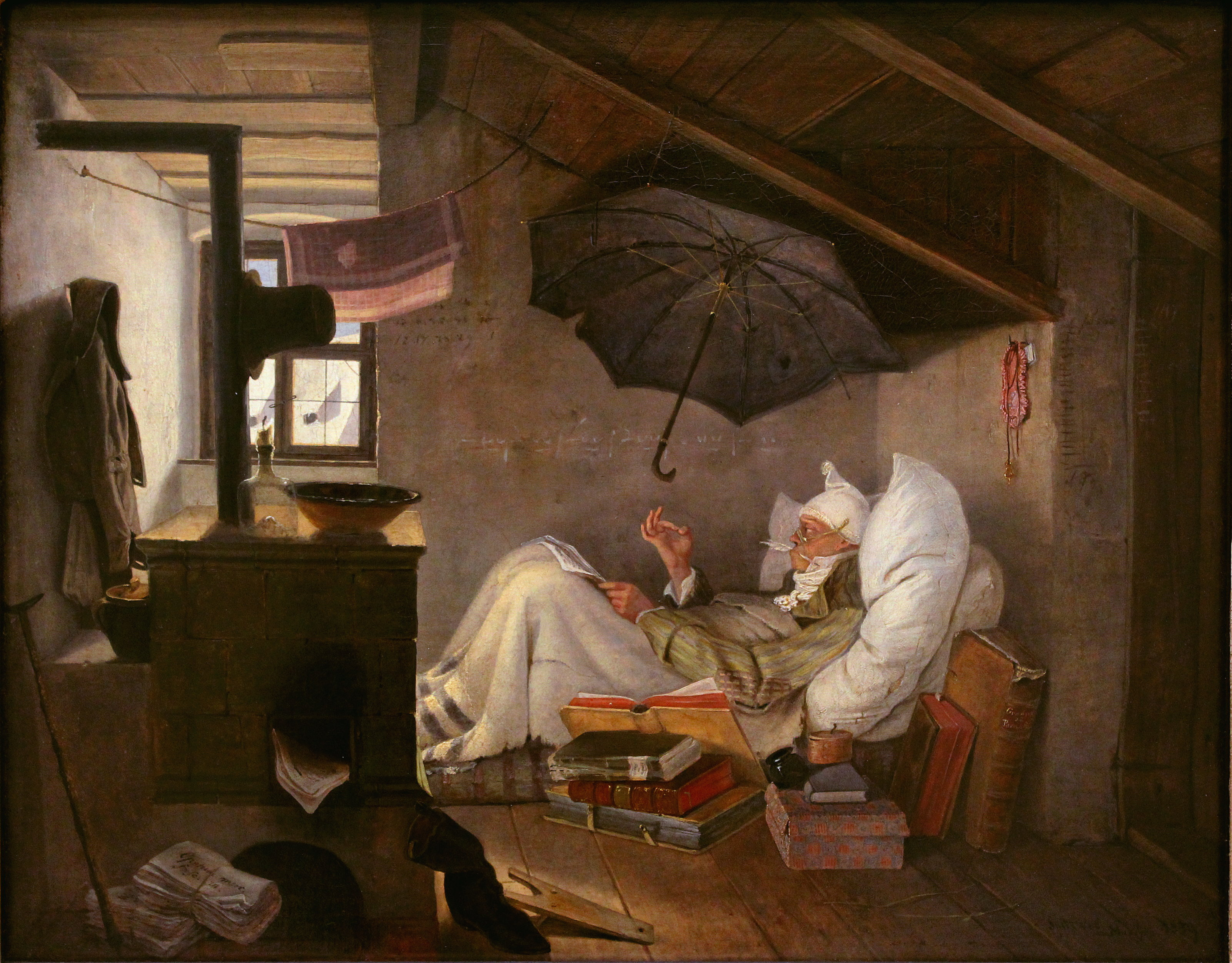
Il povero poeta
Il musico mendicante
Il topo di biblioteca
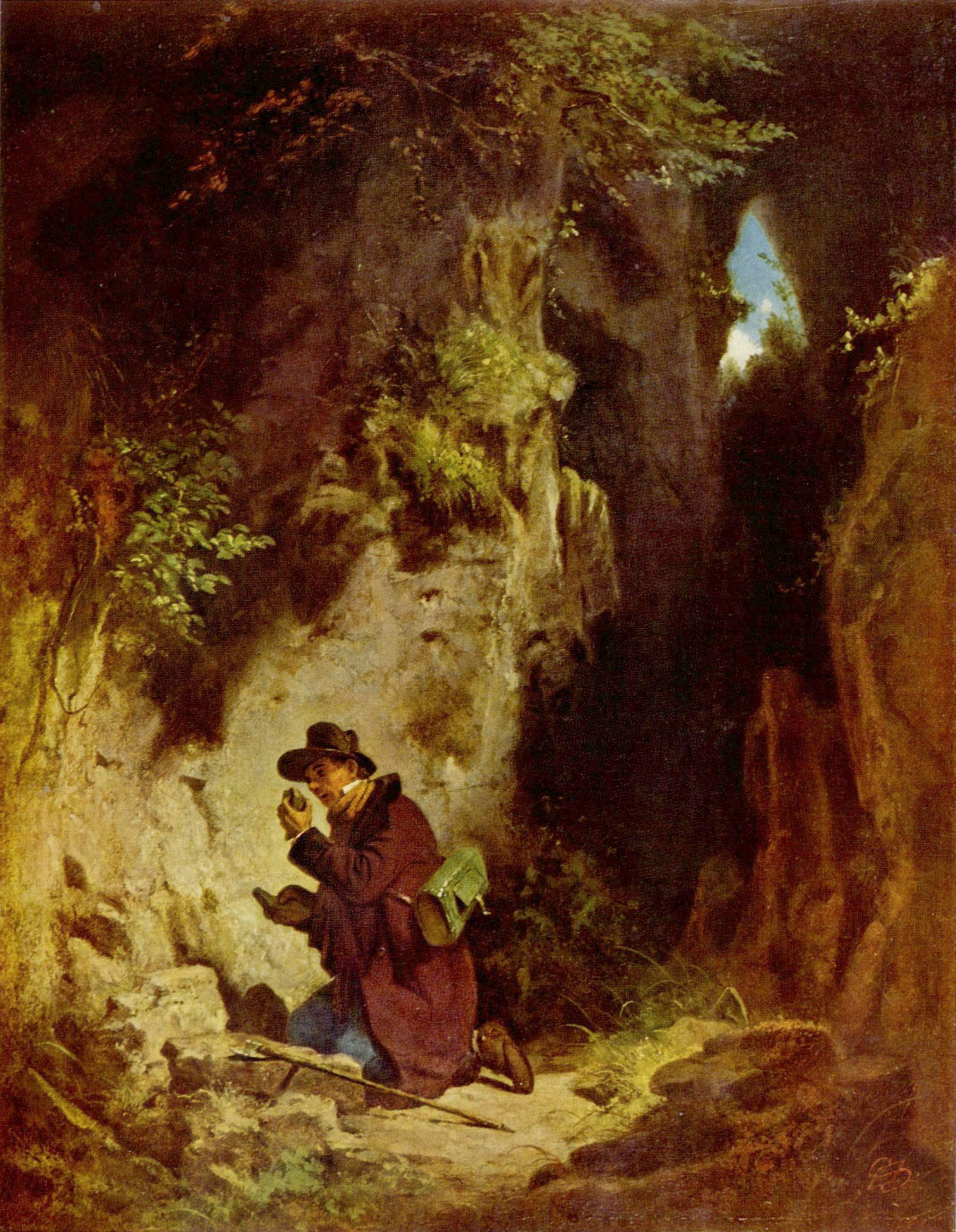
Il geologo
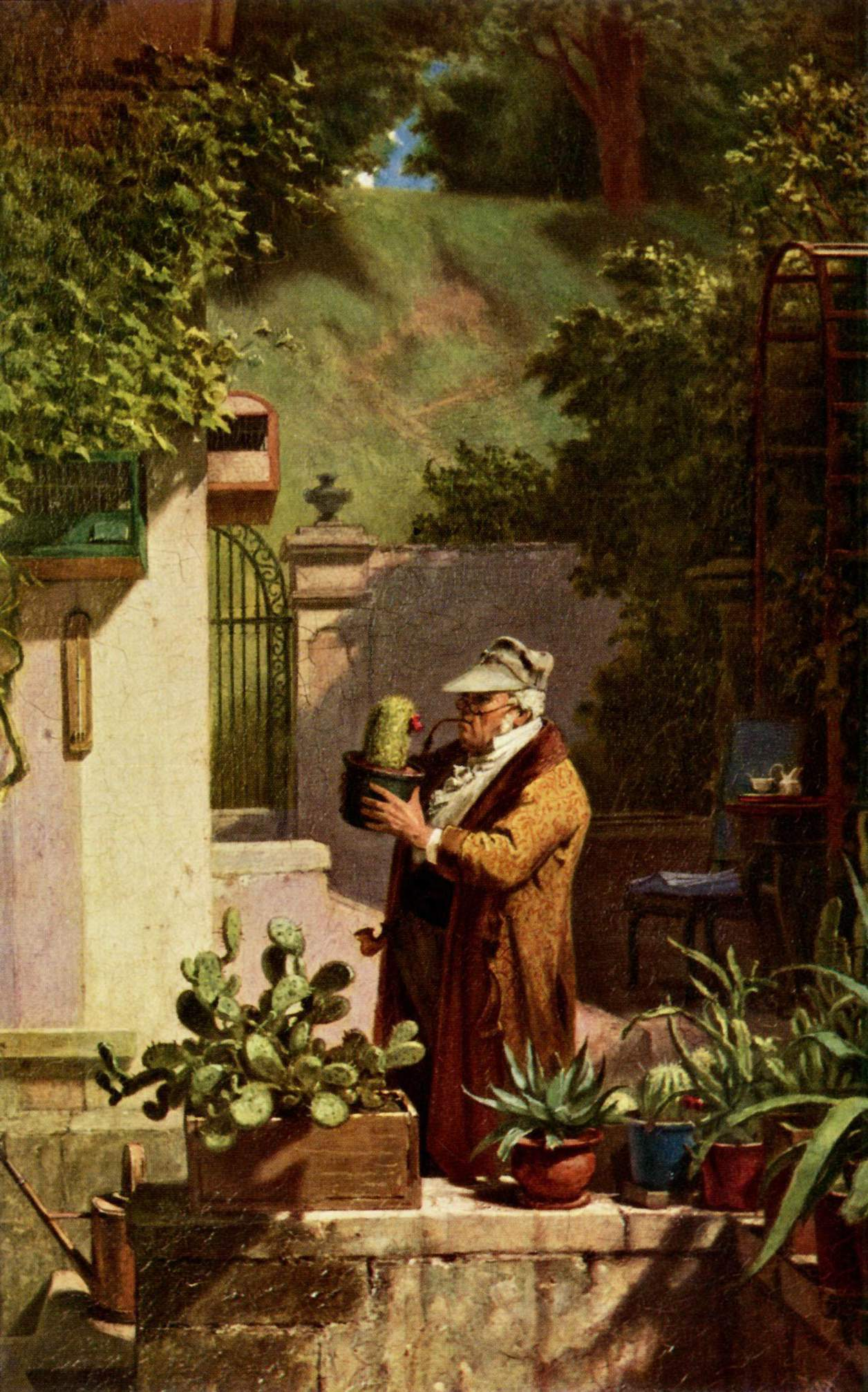
L'amico dei cactus
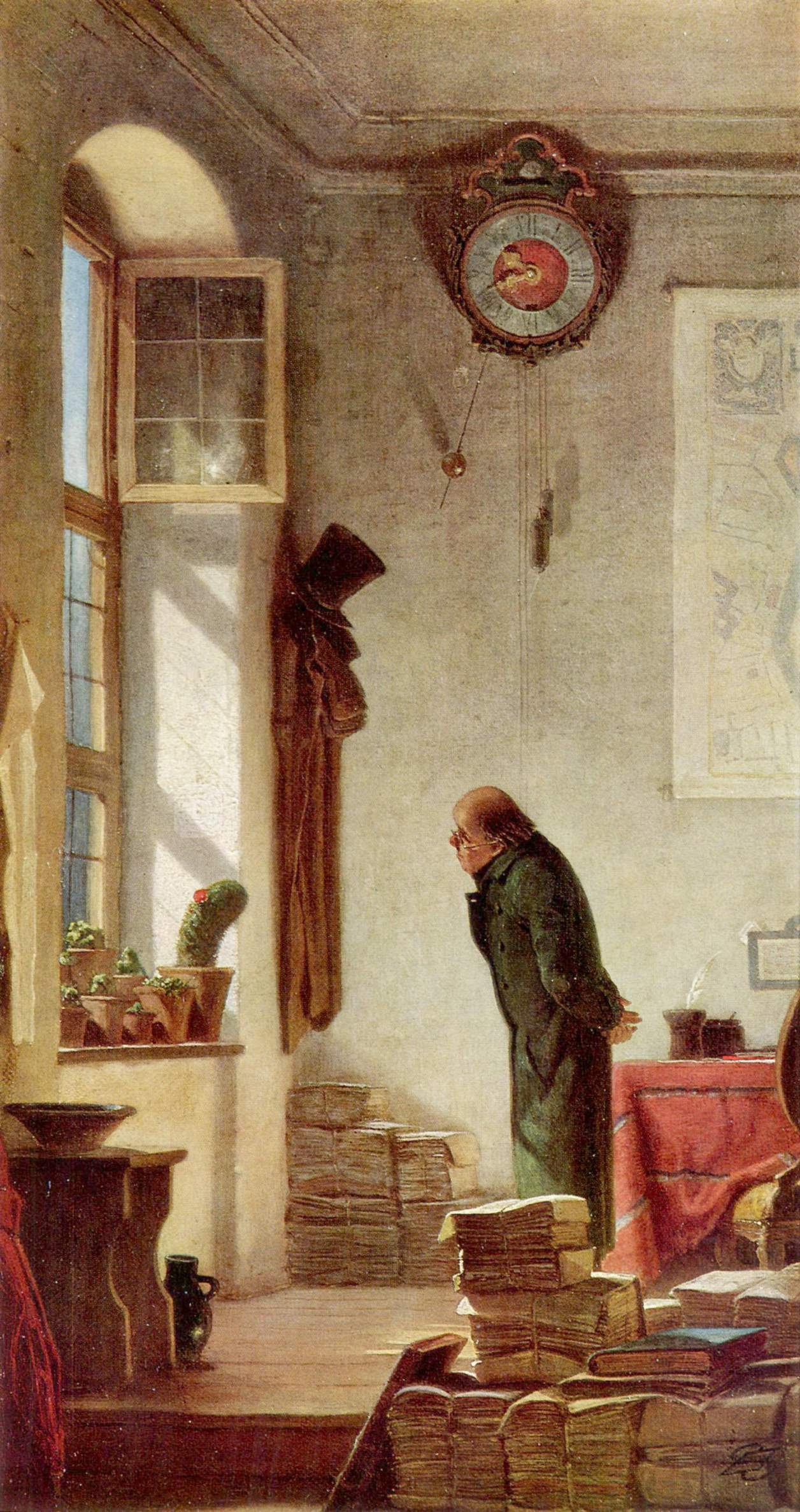
L'amante dei cactus
Il pittore in giardino
Il pittore di ritratti
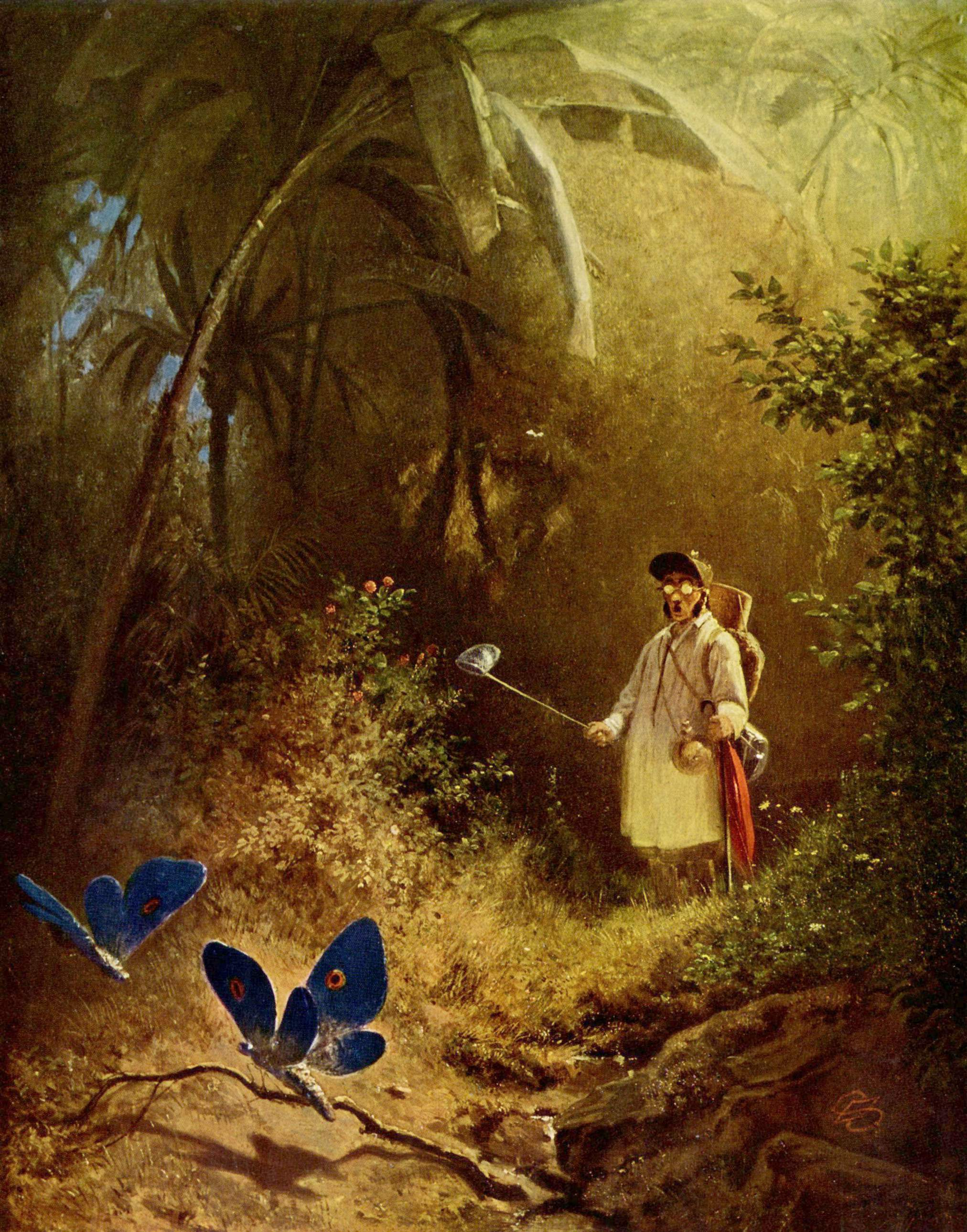
Il cacciatore di farfalle
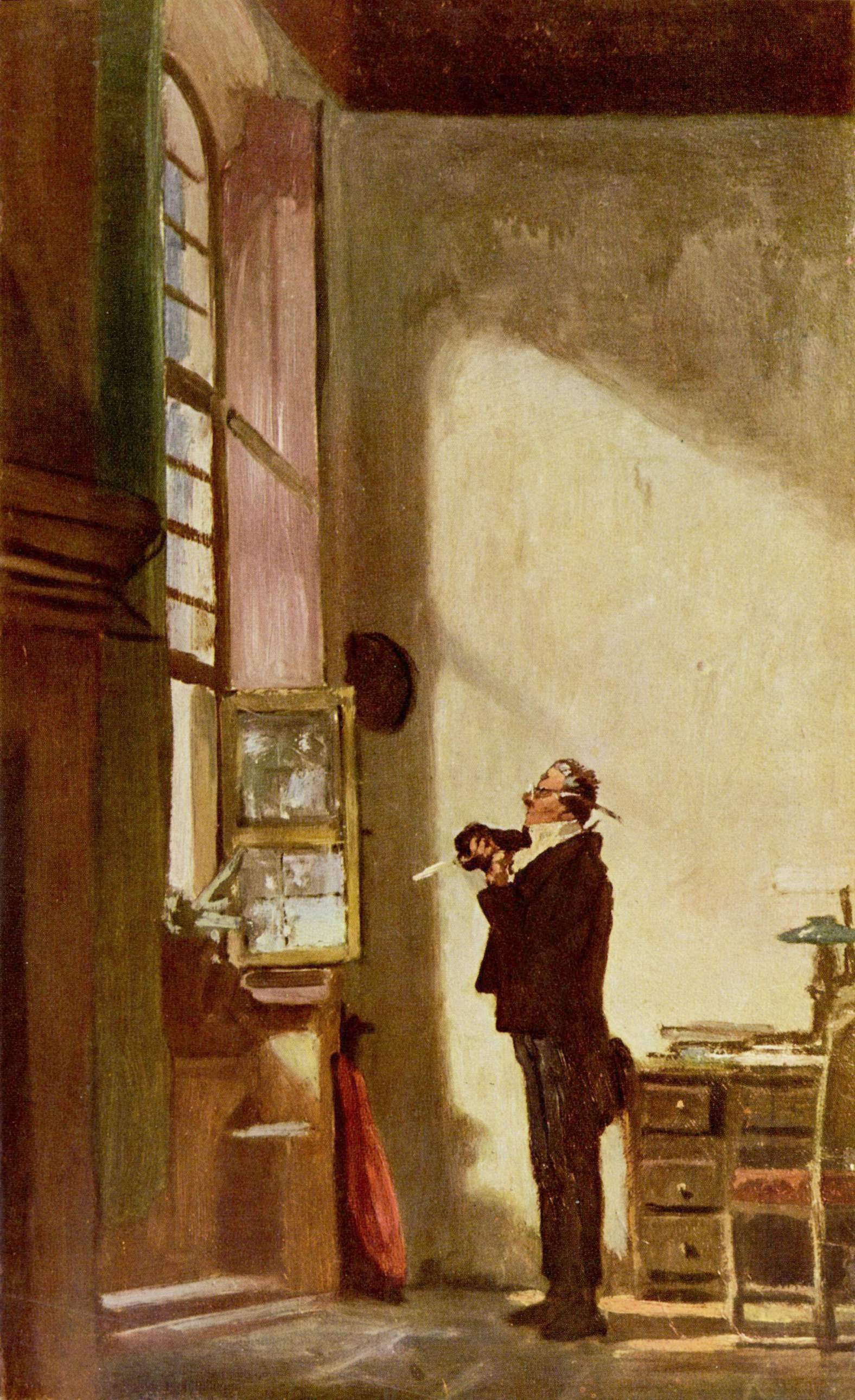
Lo scrittore
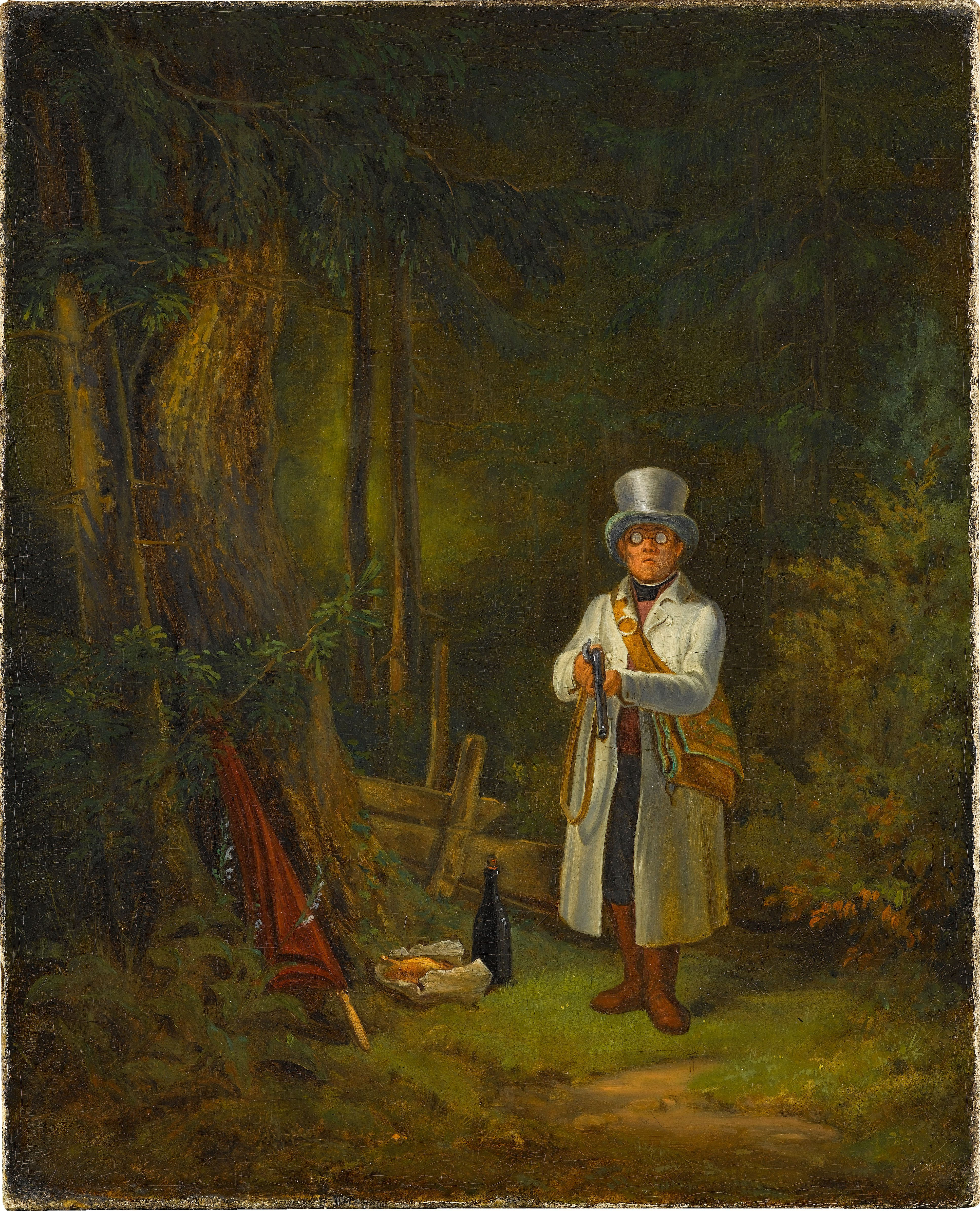
Il cacciatore della domenica
La passeggiata domenicale
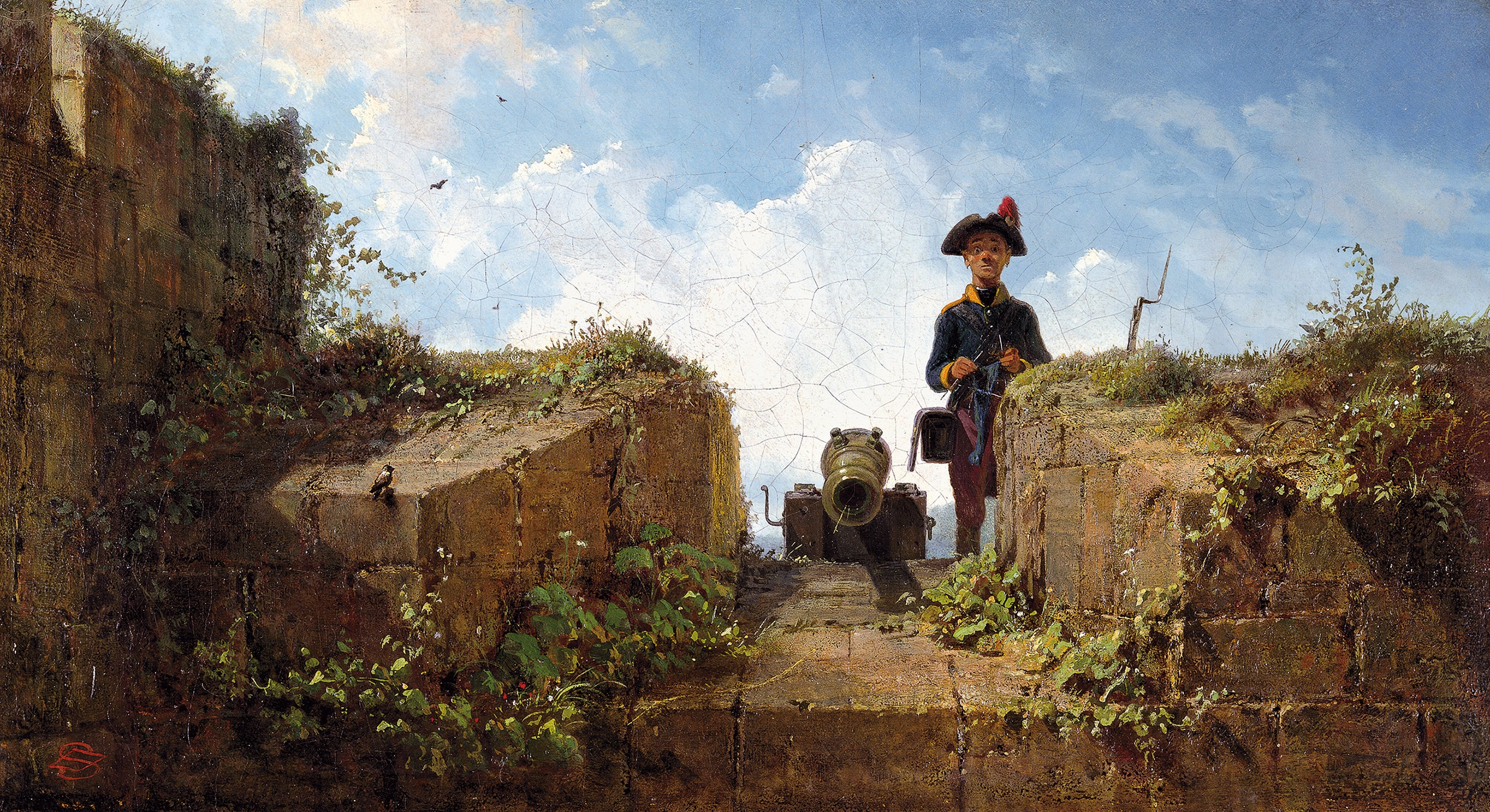
Sentinella che lavora a maglia
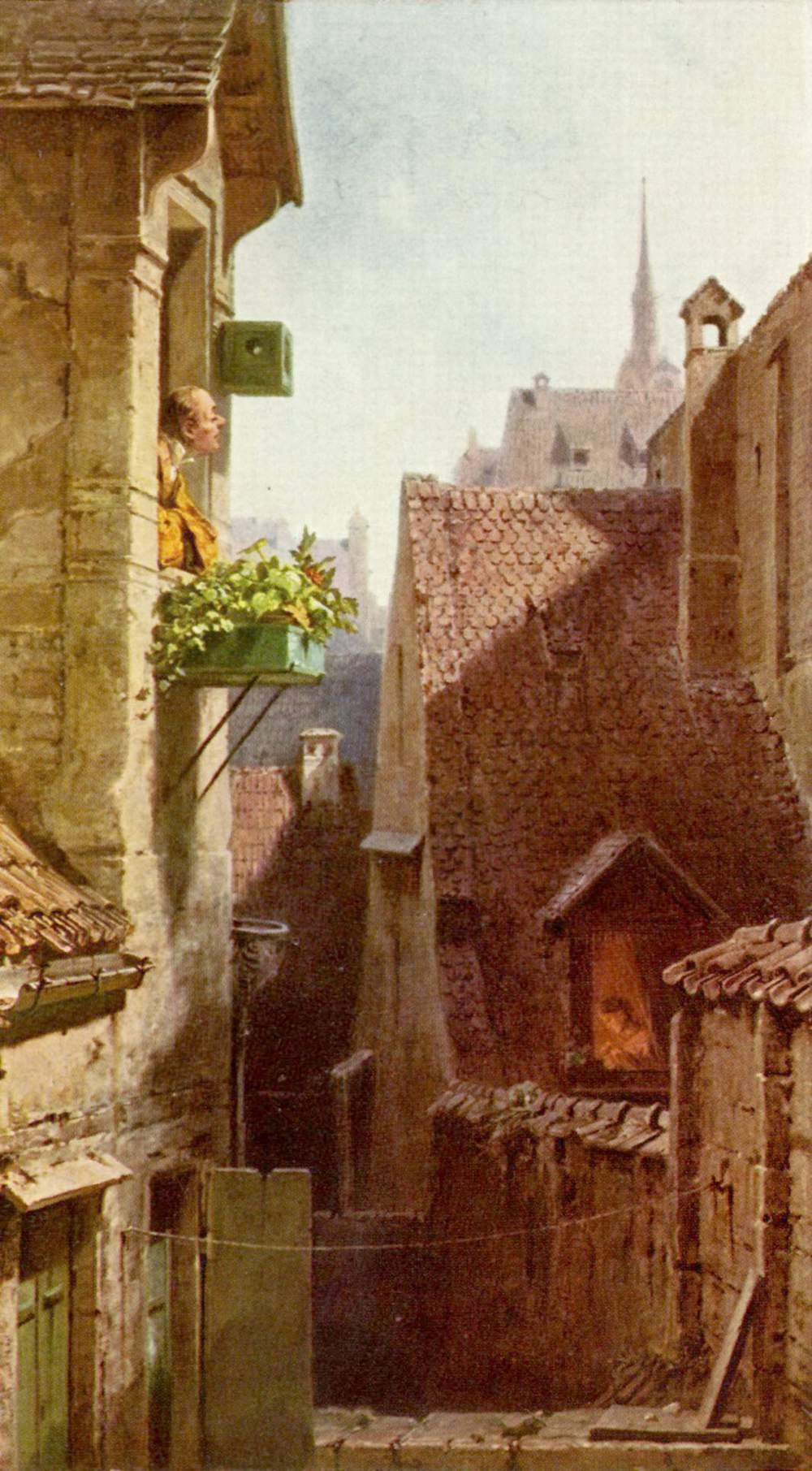
L'ipocondriaco
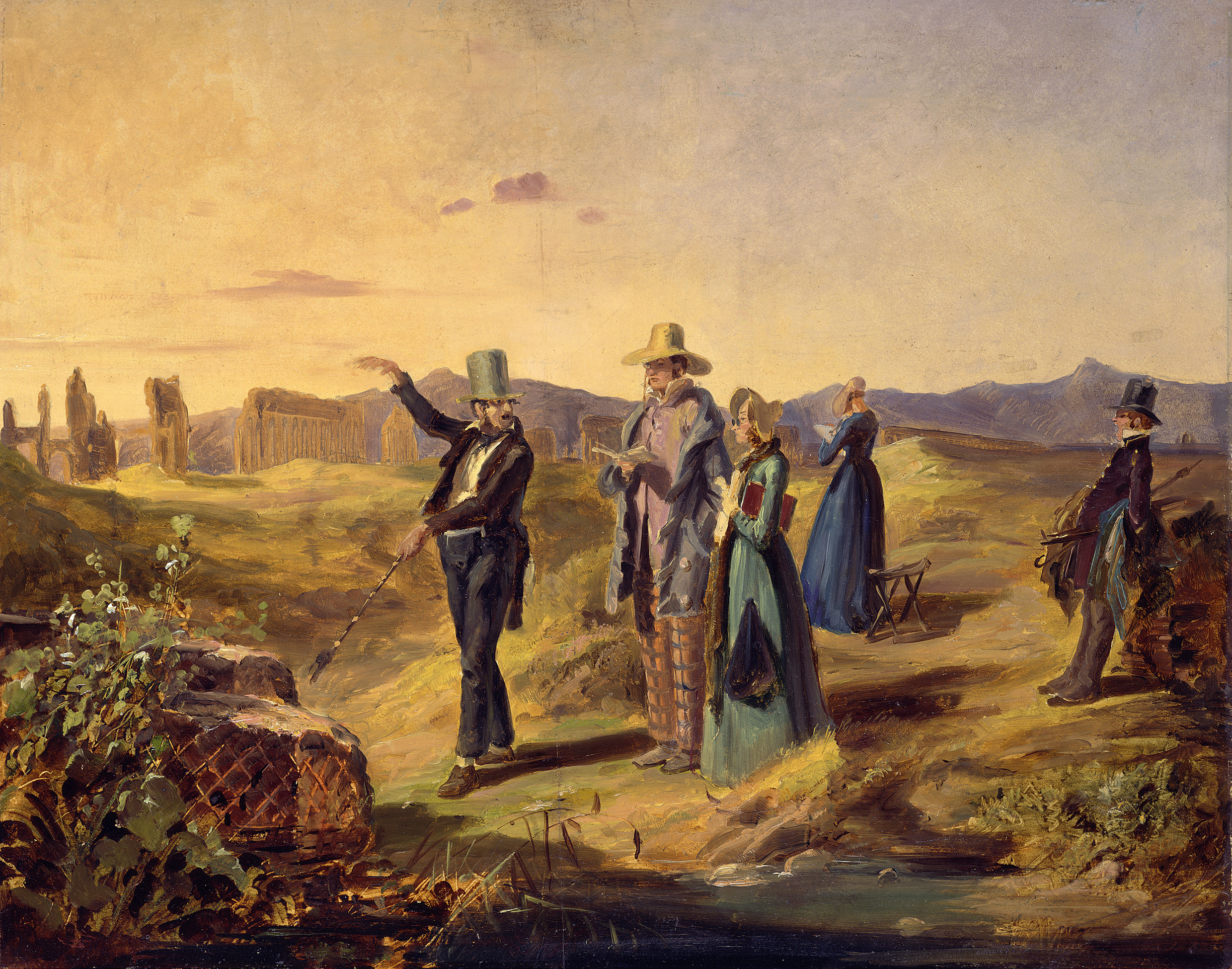
Inglesi nella campagna romana
Sta arrivando
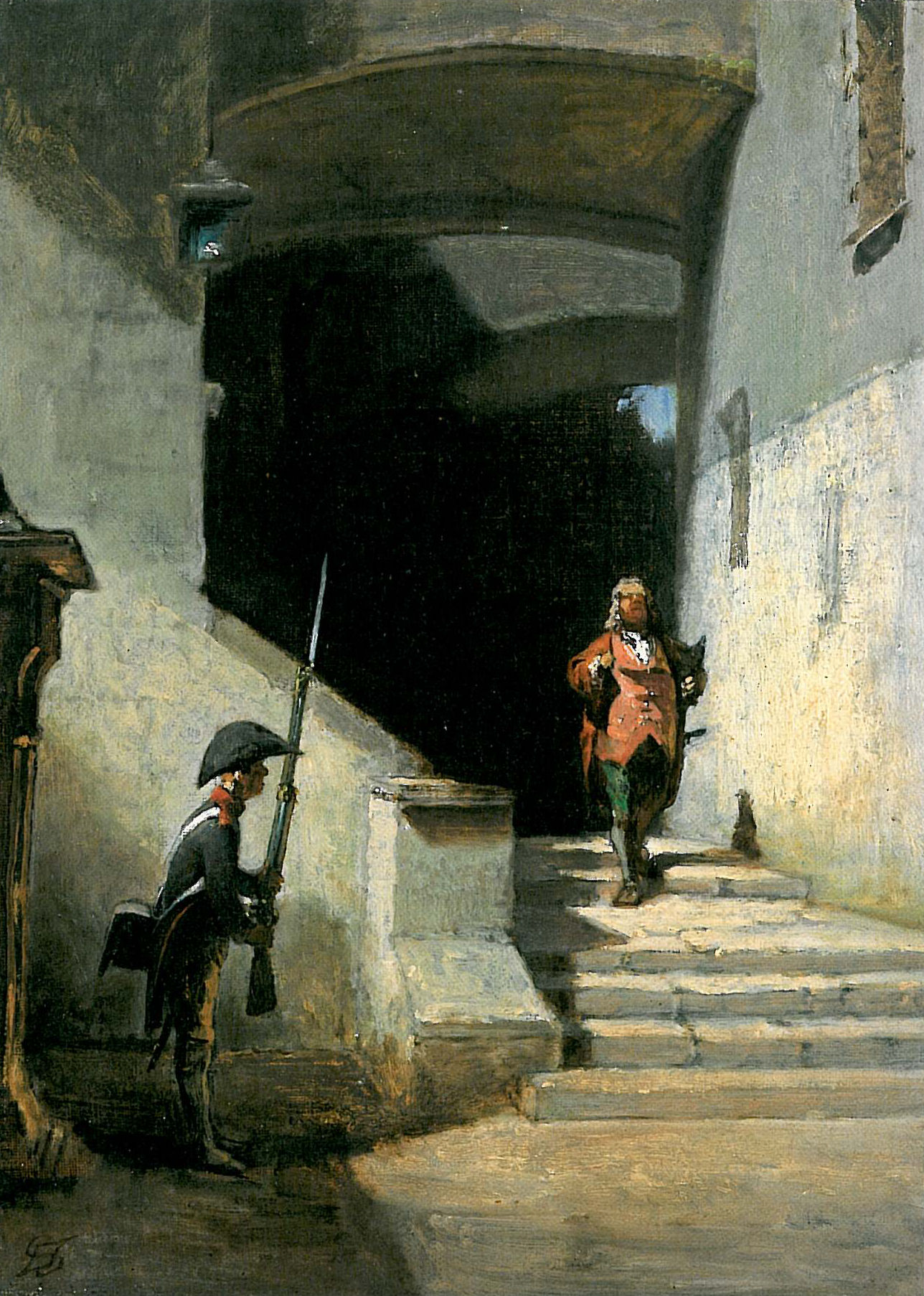
Serenissimus (sta arrivando)
Pescatore di trote
Passeggiata dell'Istituto
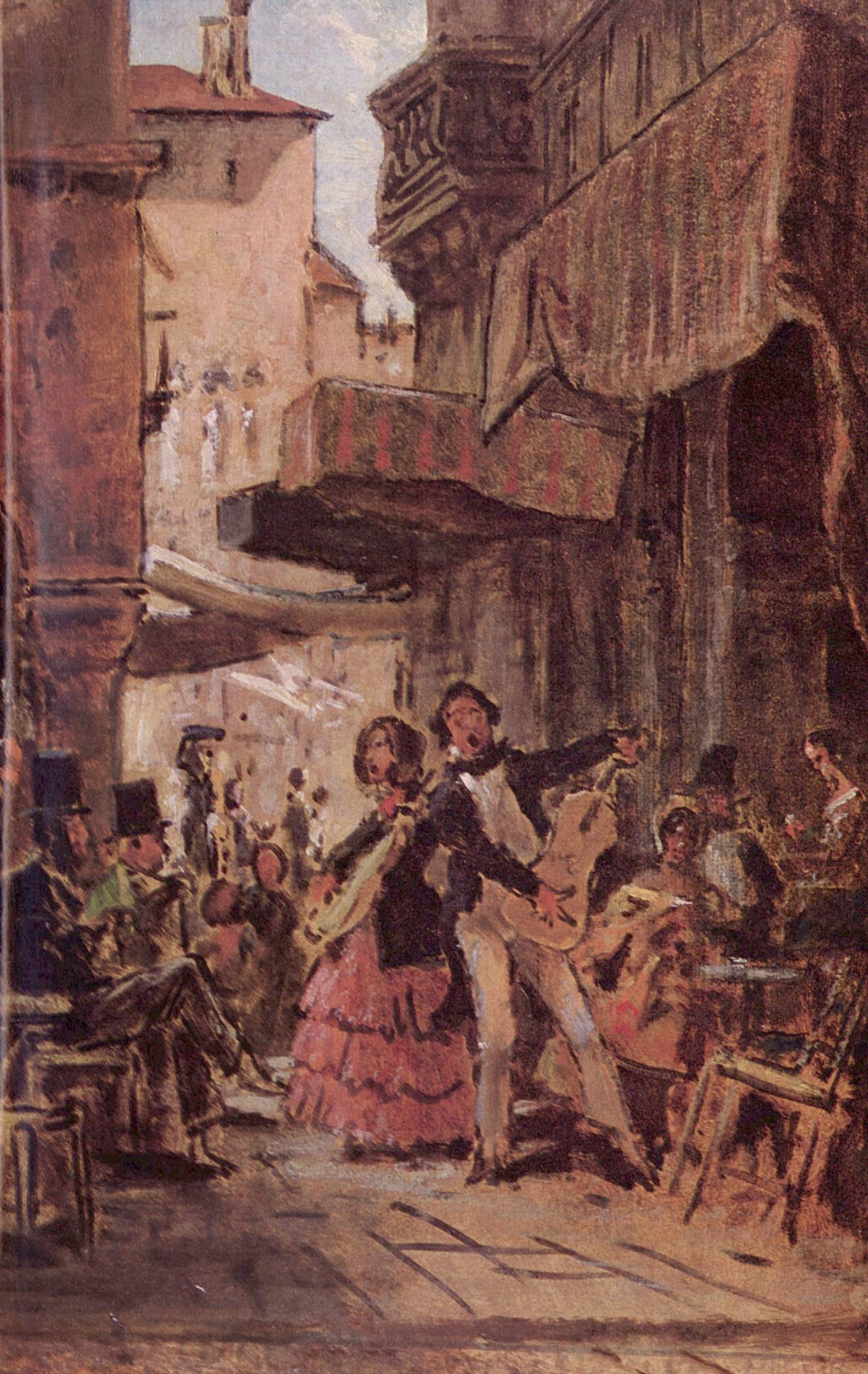
Cantori stradali in Italia
Fanciulla con capra
Mietitrice sui monti
Guardia addormentata
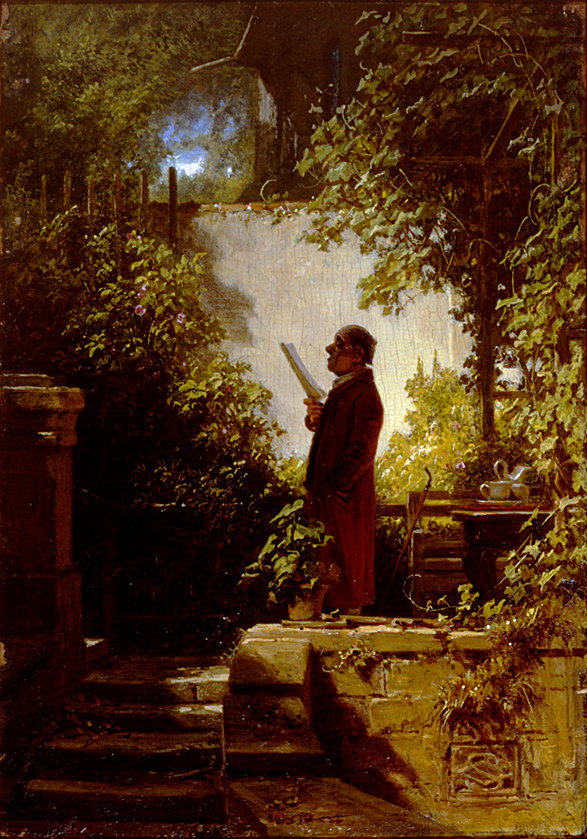
Il lettore di giornale
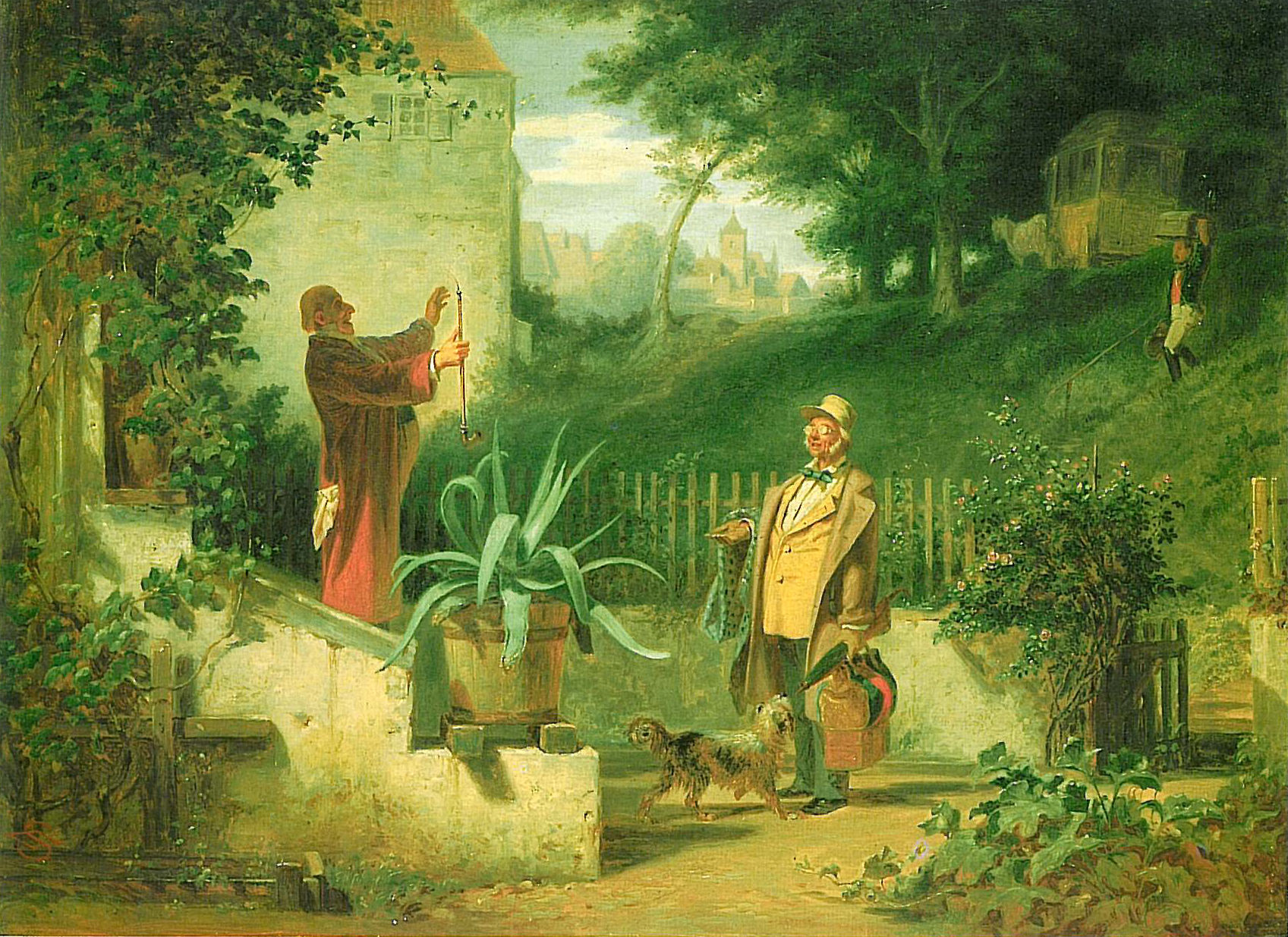
L'amico di gioventù
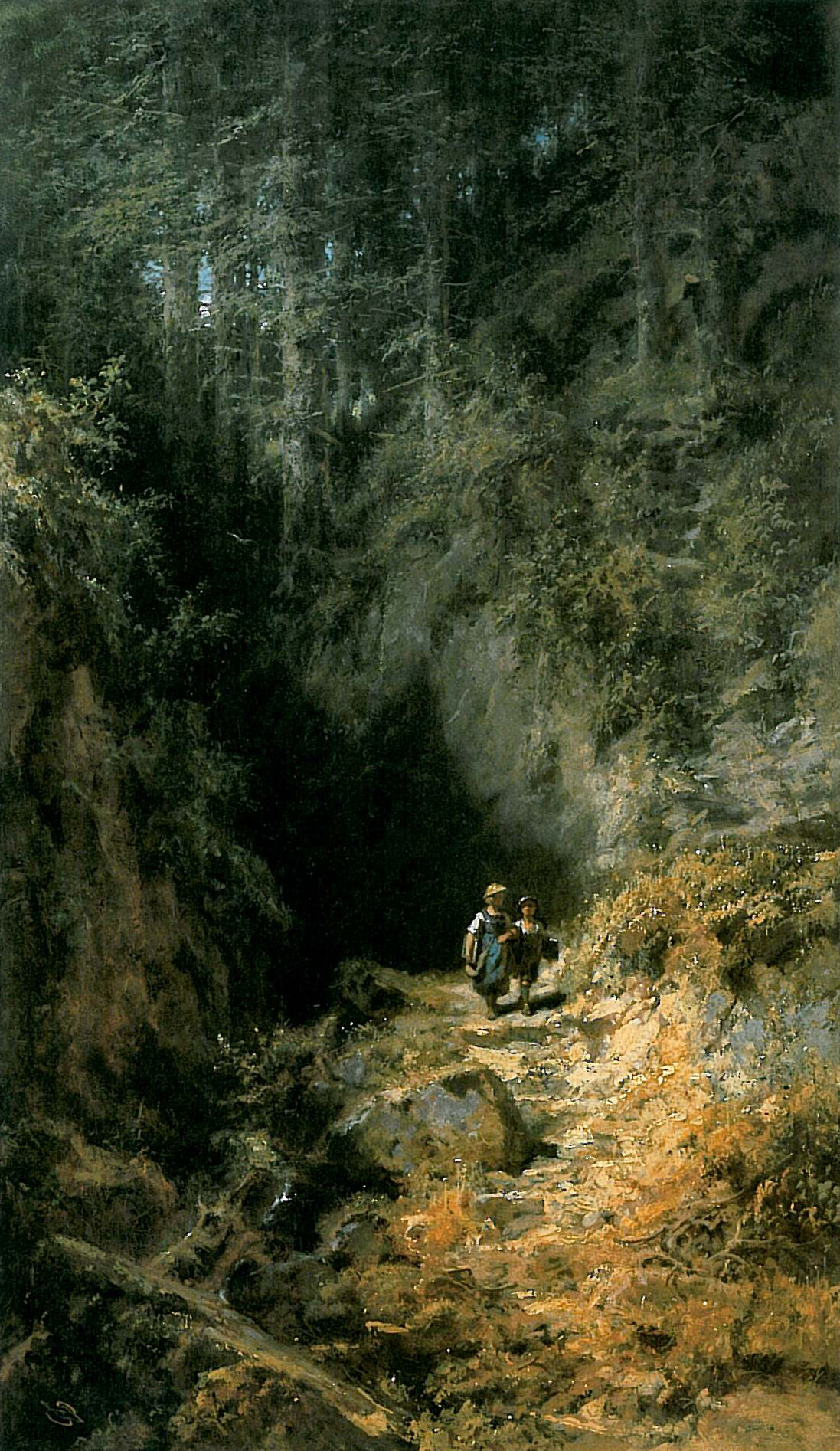
Scolaretti nel bosco
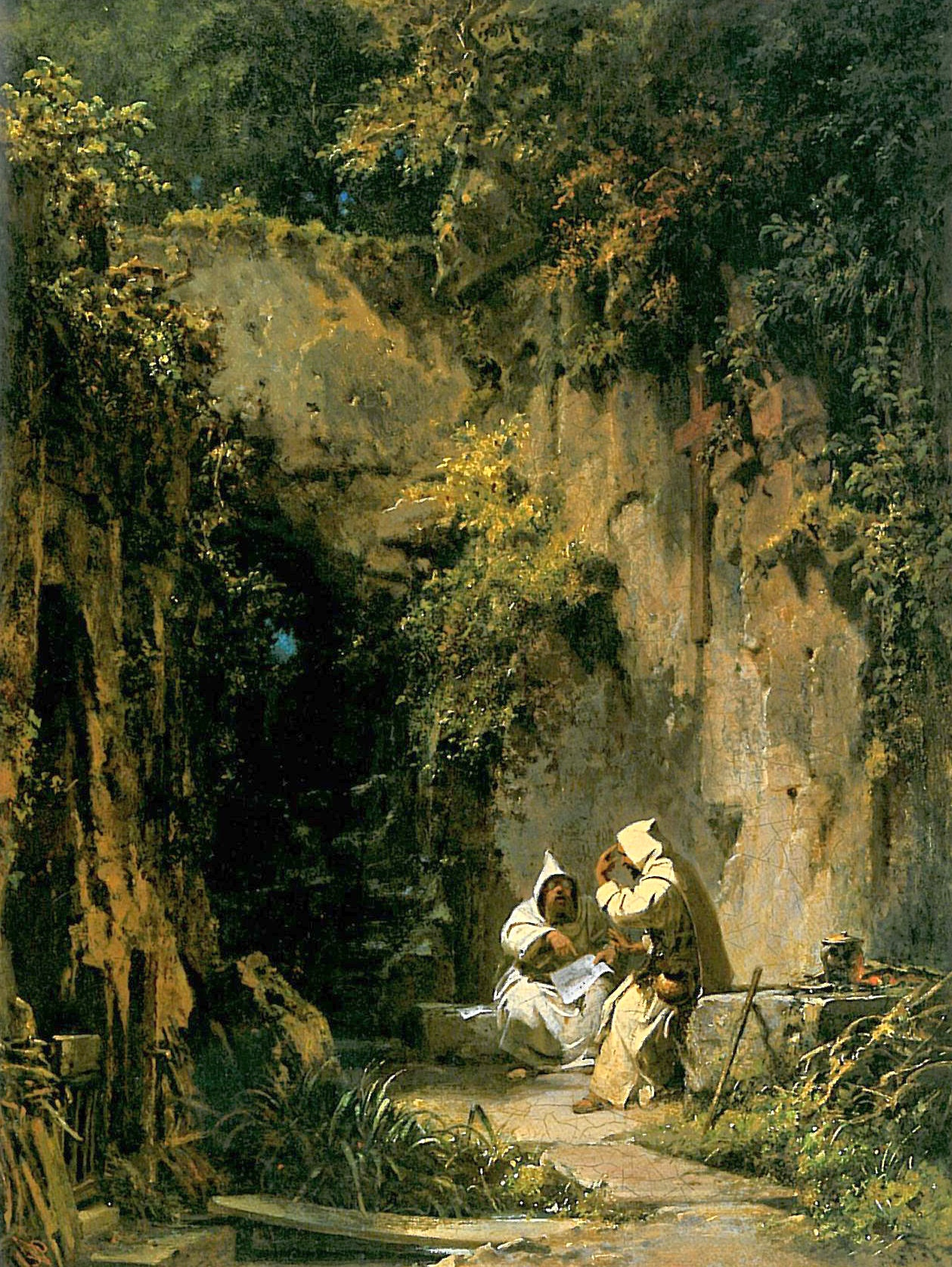
Disputa fra monaci
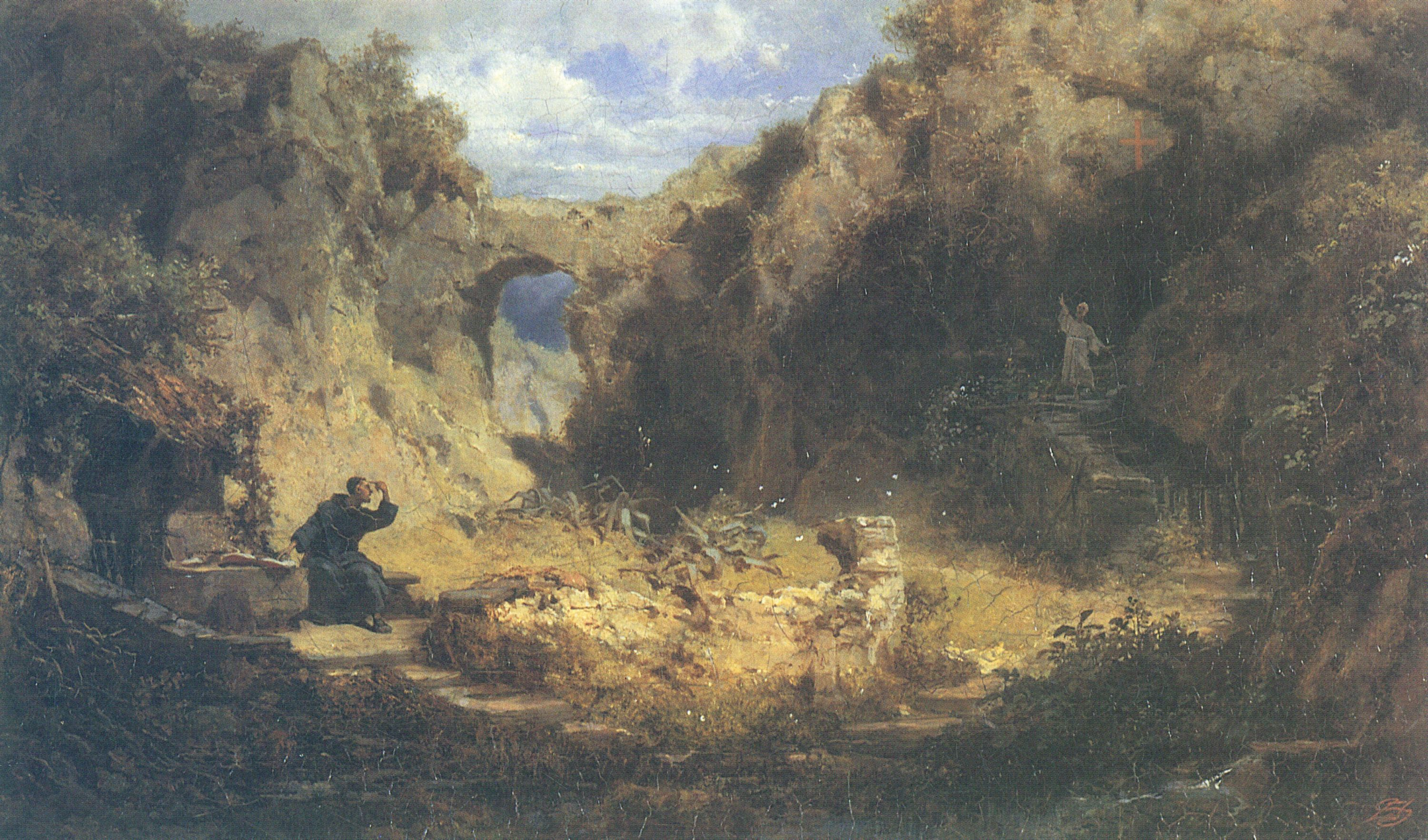
Eremiti litiganti
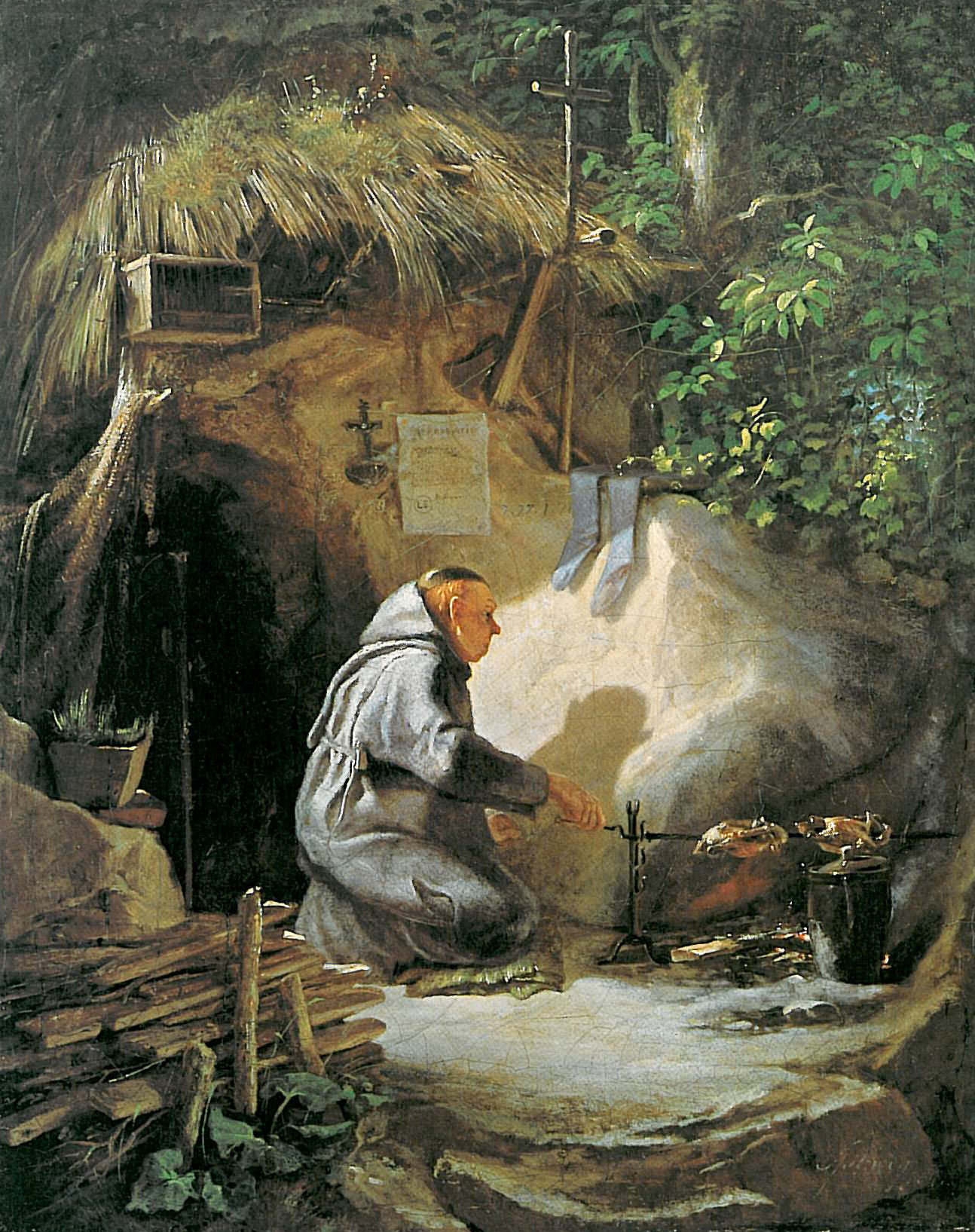
Monaco che arrostisce galletti
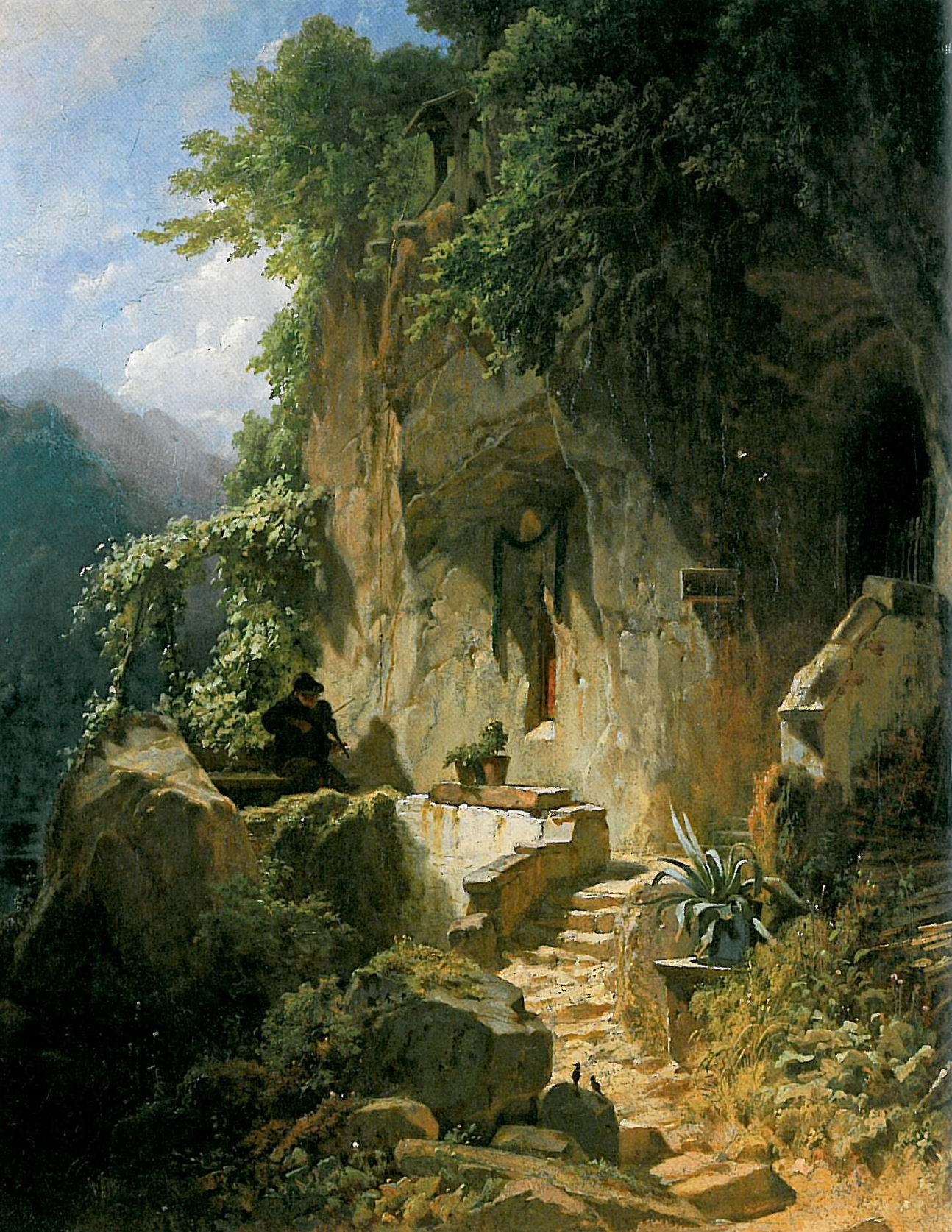
Eremita musicante

### Amori

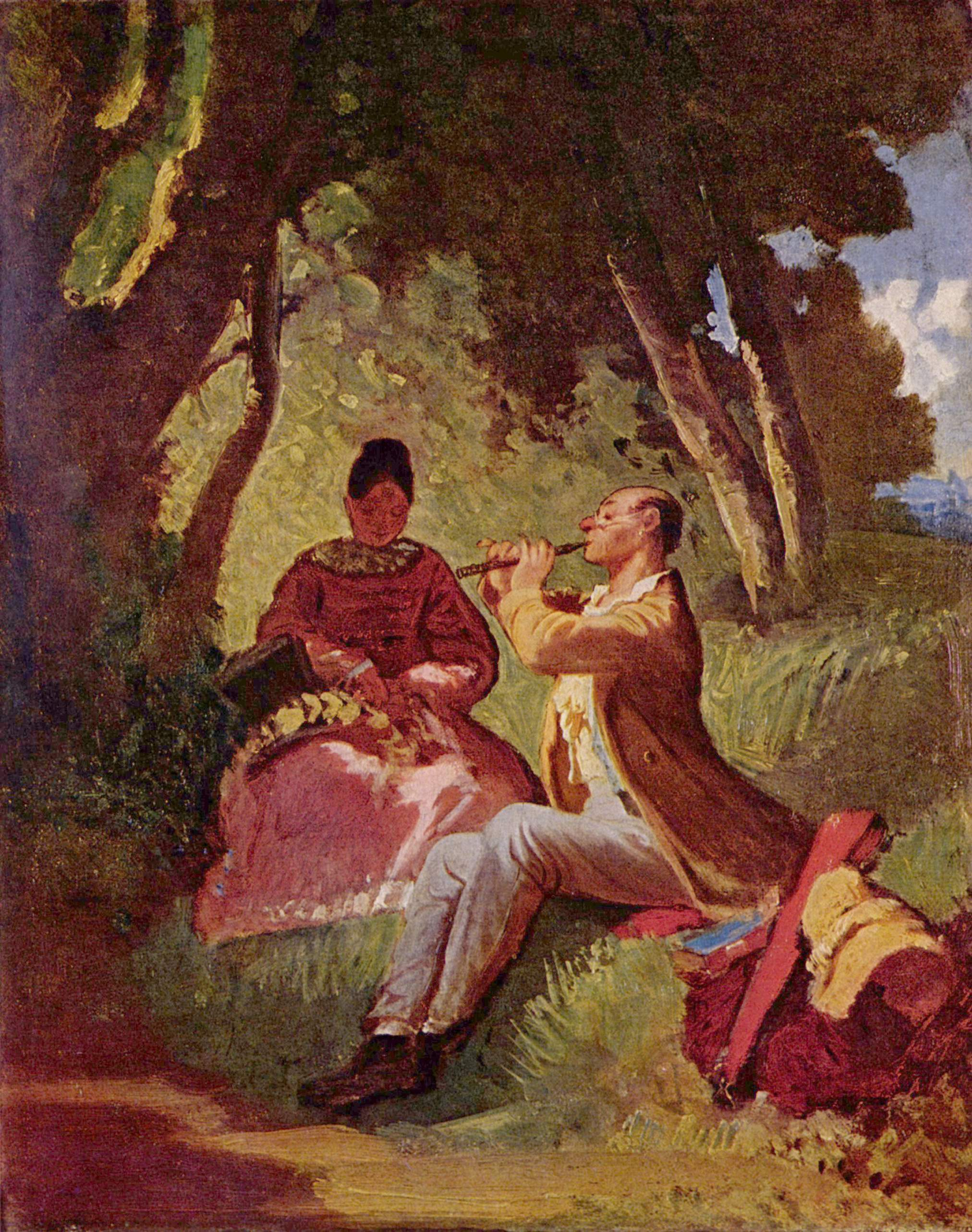
Concerto di flauto
Assòlo
Serenata a solo
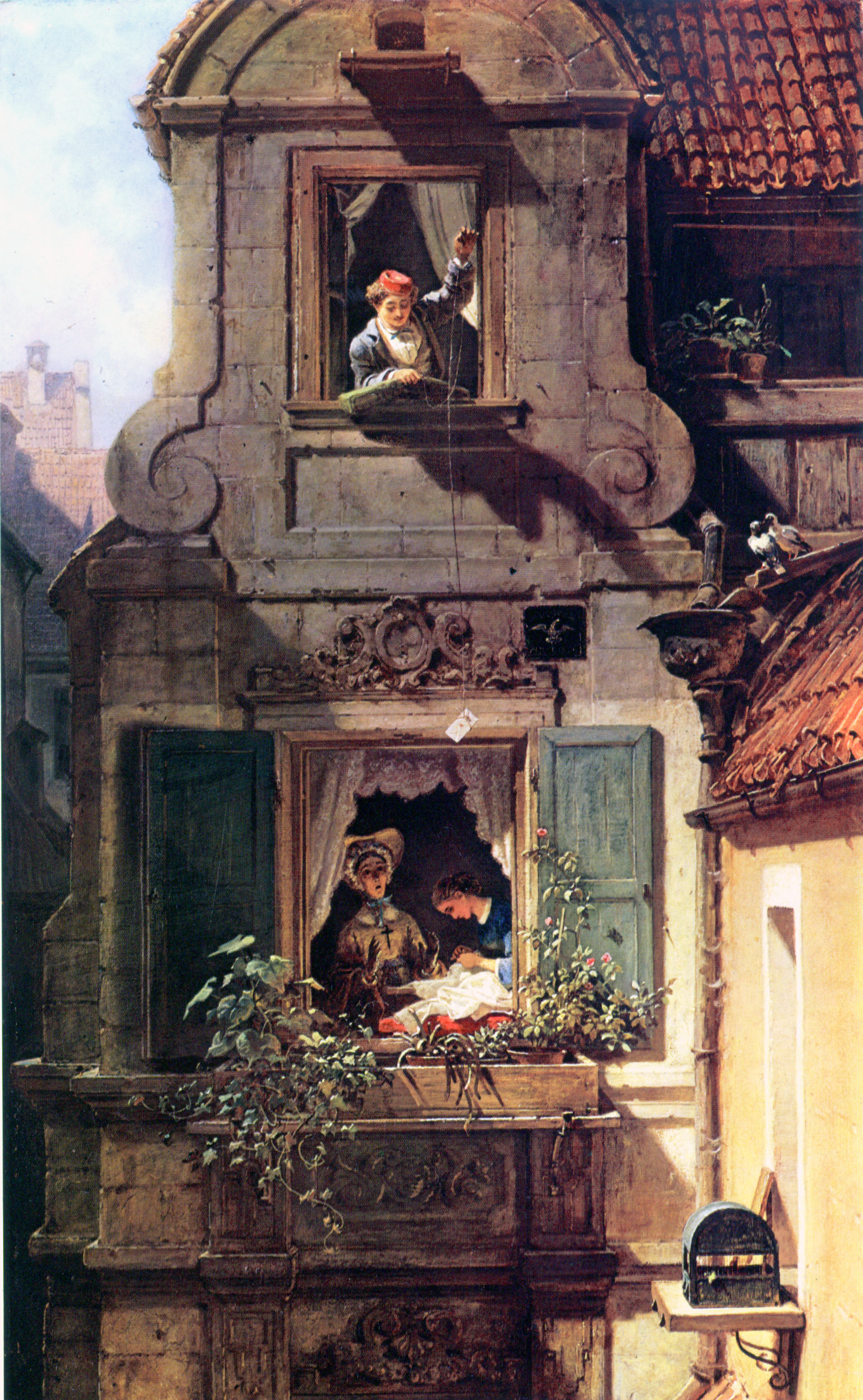
La lettera d'amore intercettata
Serenata di gruppo
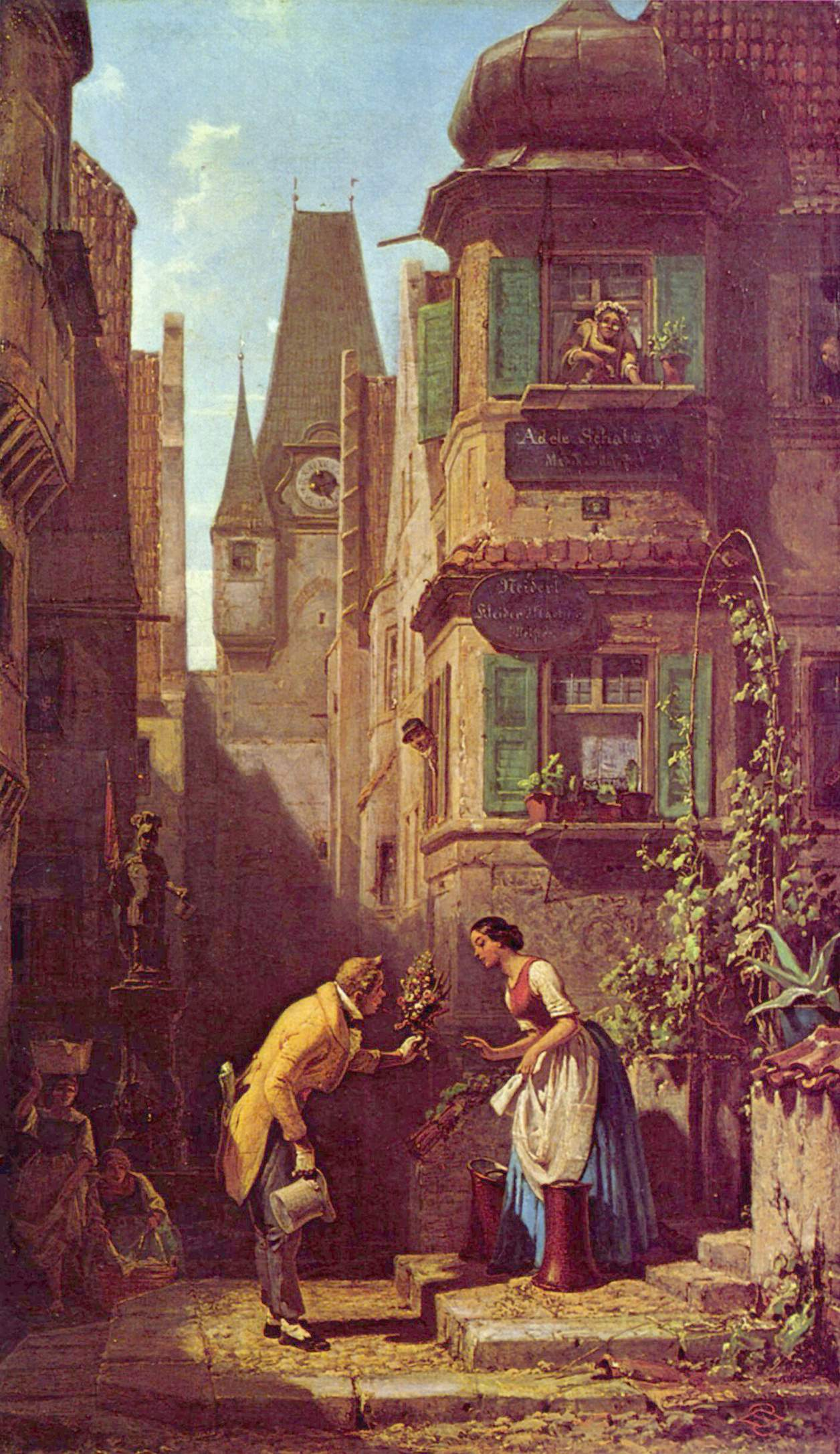
L'eterno matrimonio
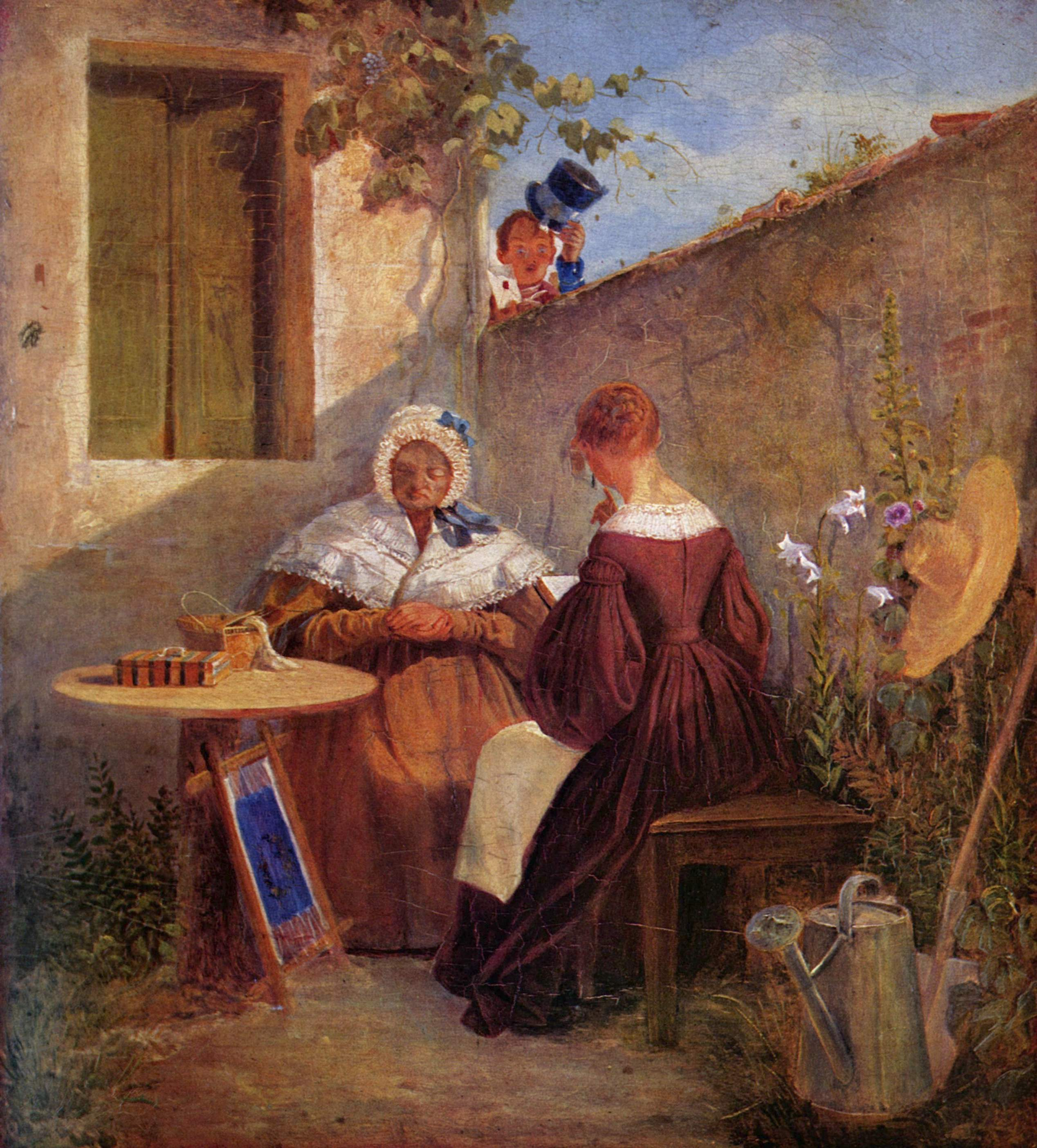
Lettera d'amore
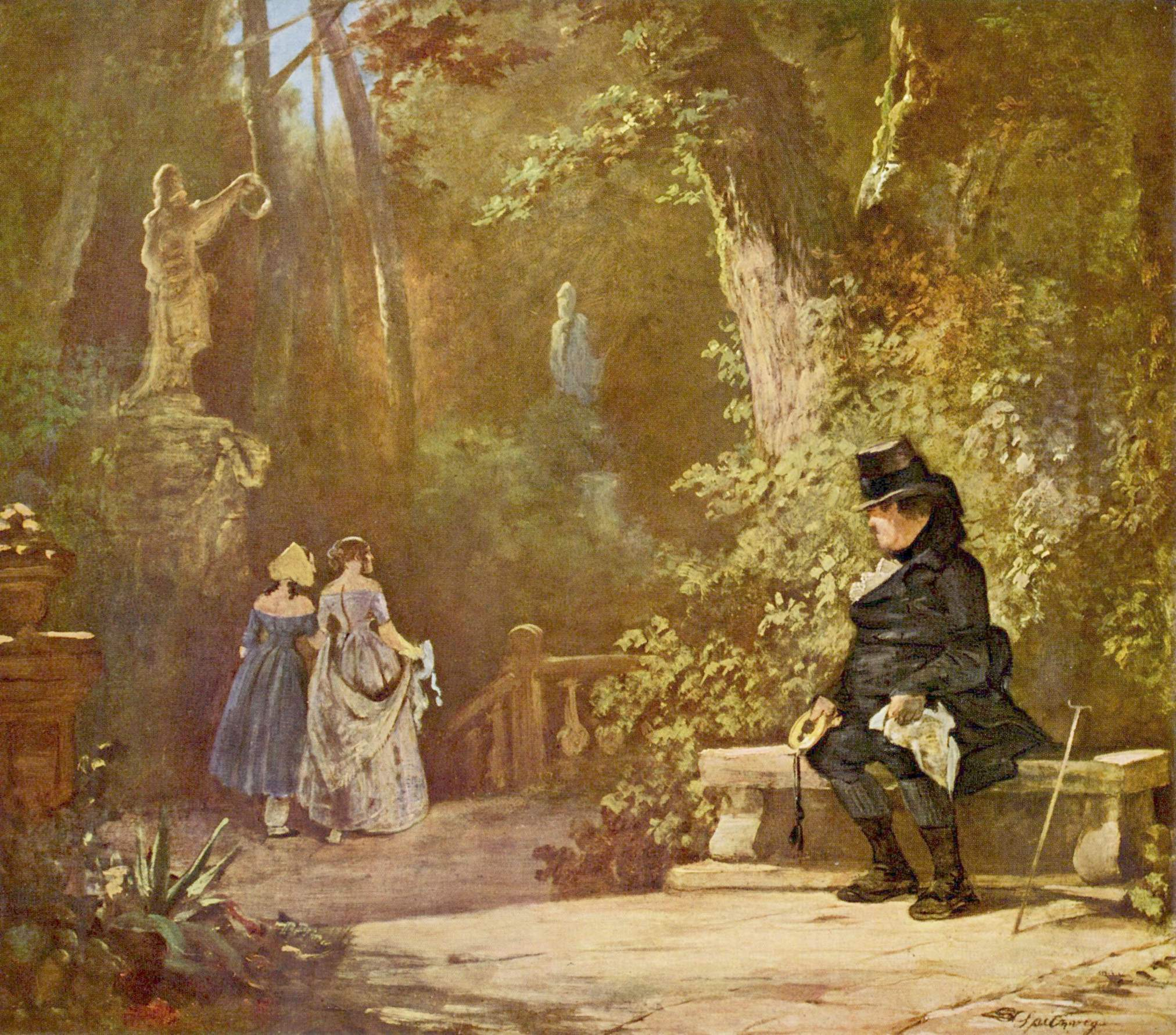
Il vedovo
Cacciatore che segue con lo sguardo una fanciulla
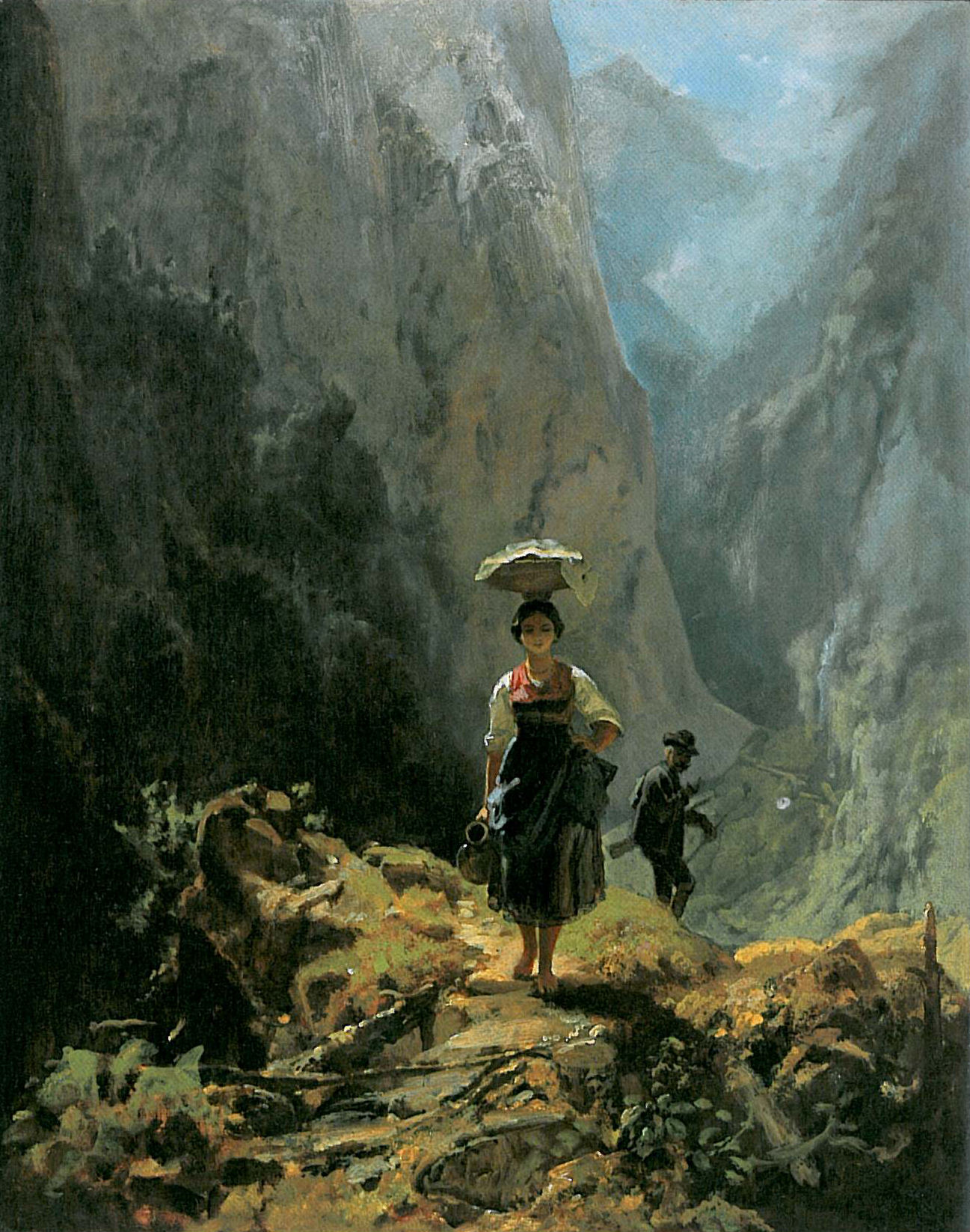
Fanciulla e cacciatore
Non vi è rosa senza spine
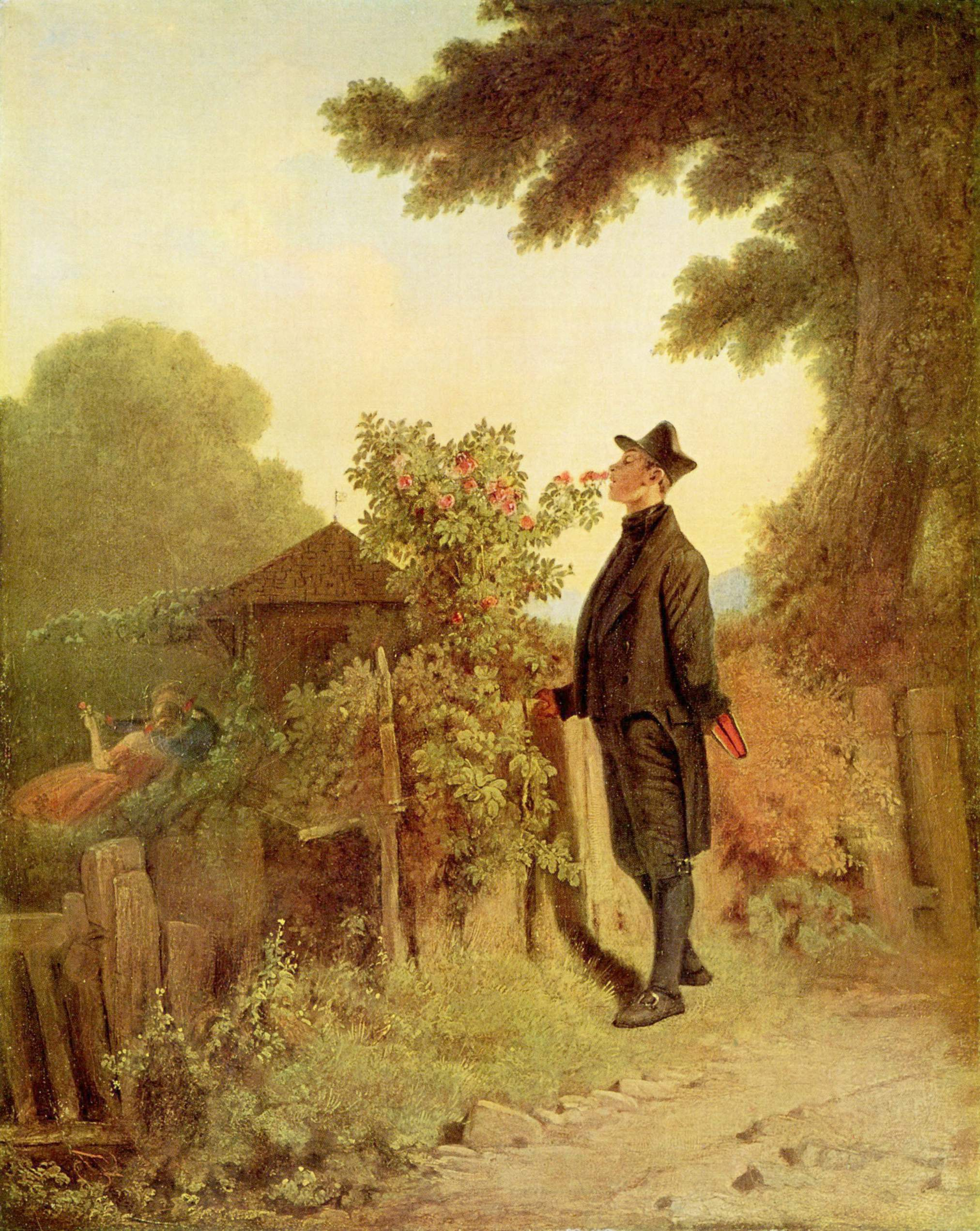
Ricordo della fragranza di rose
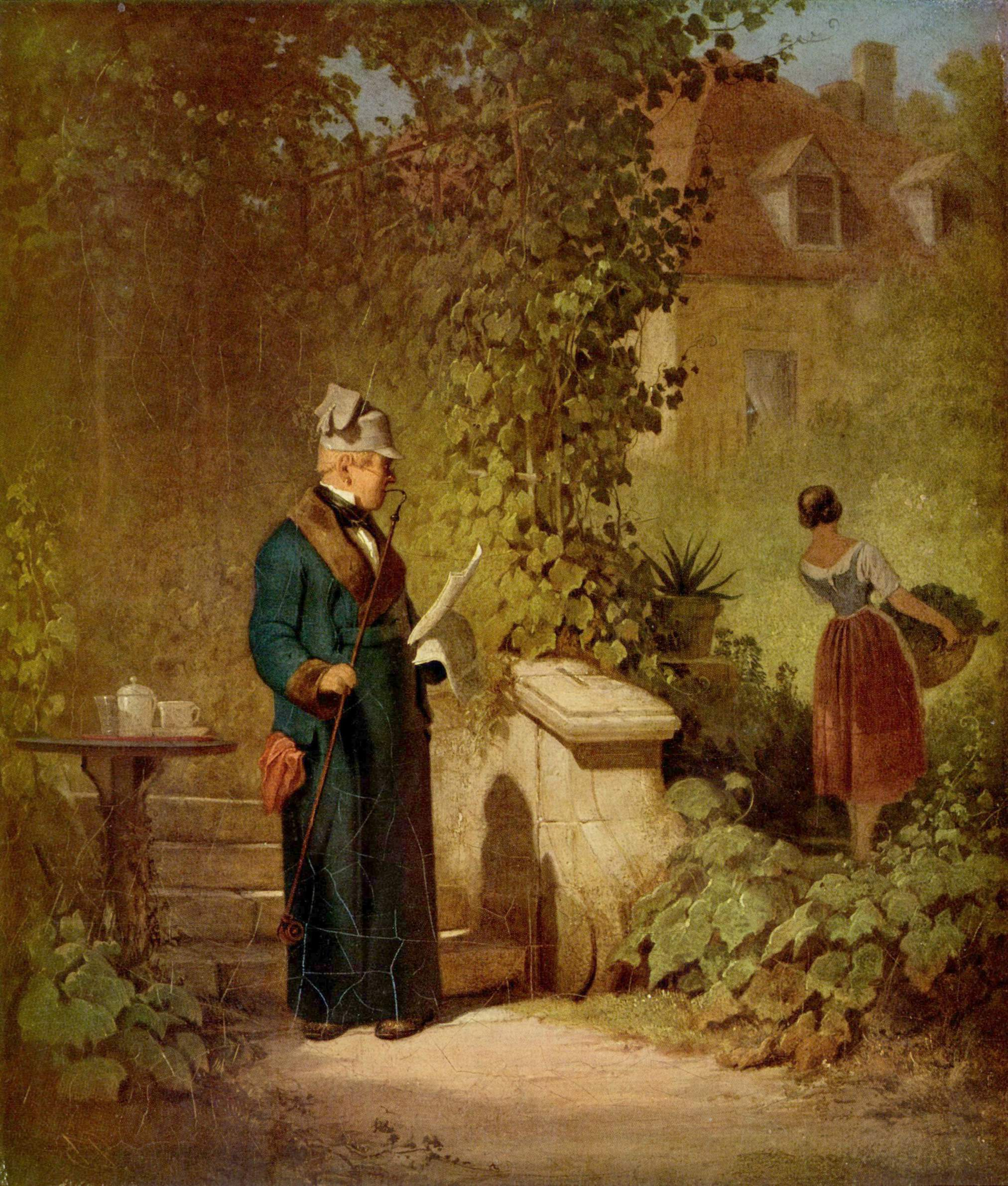
Lettore di giornale in giardino
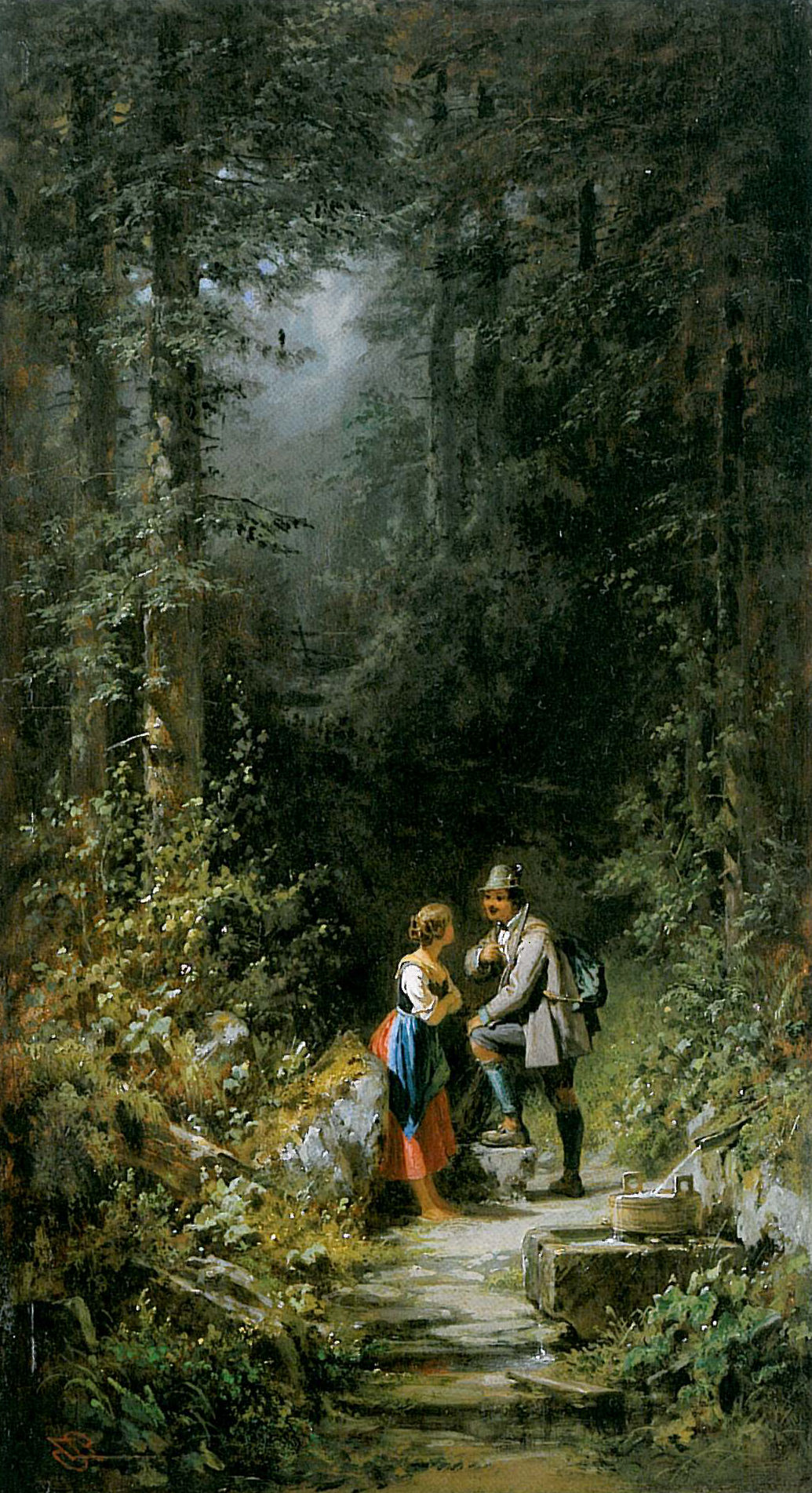
Incontro nel bosco
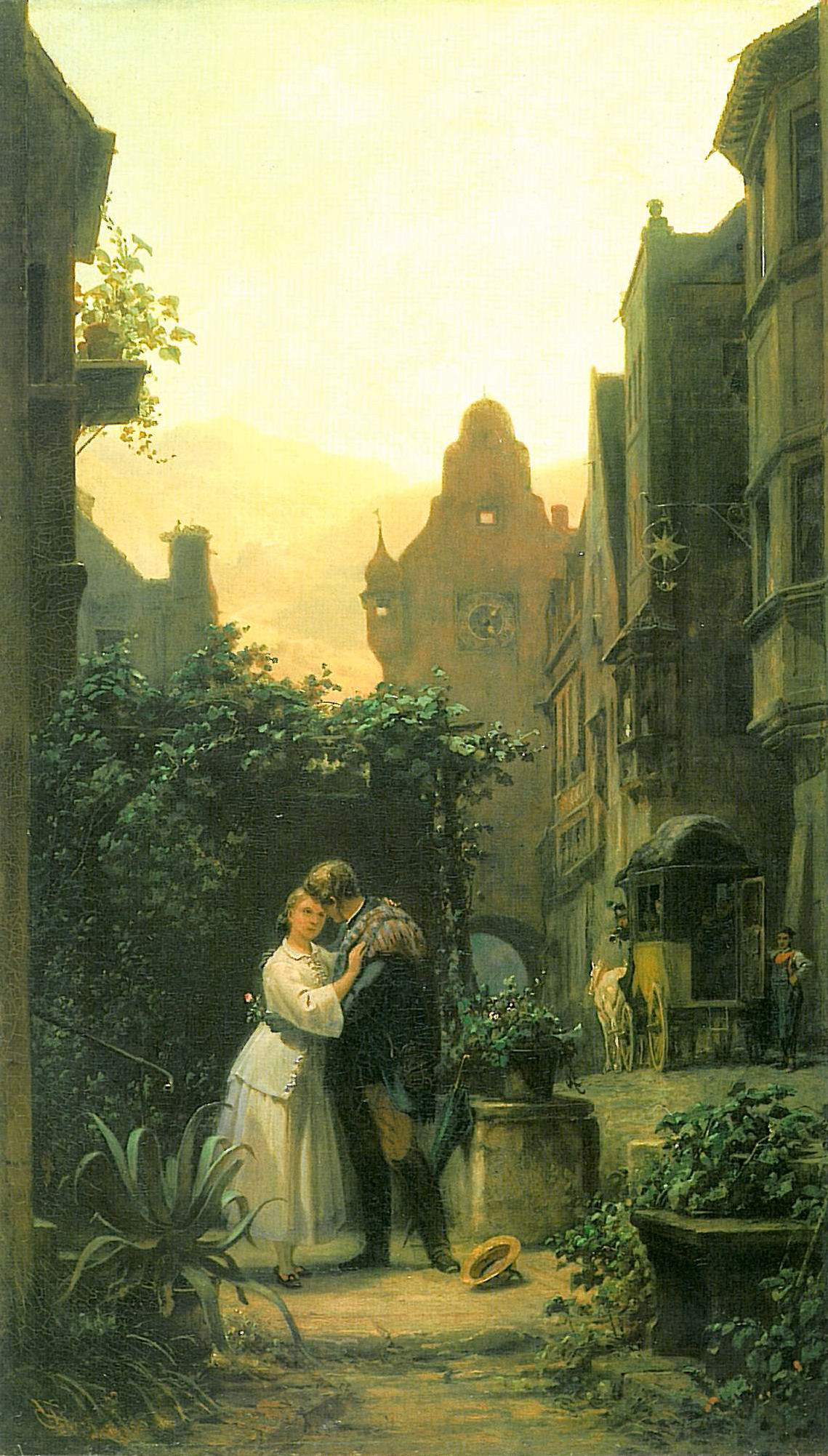
La partenza

### Situazioni

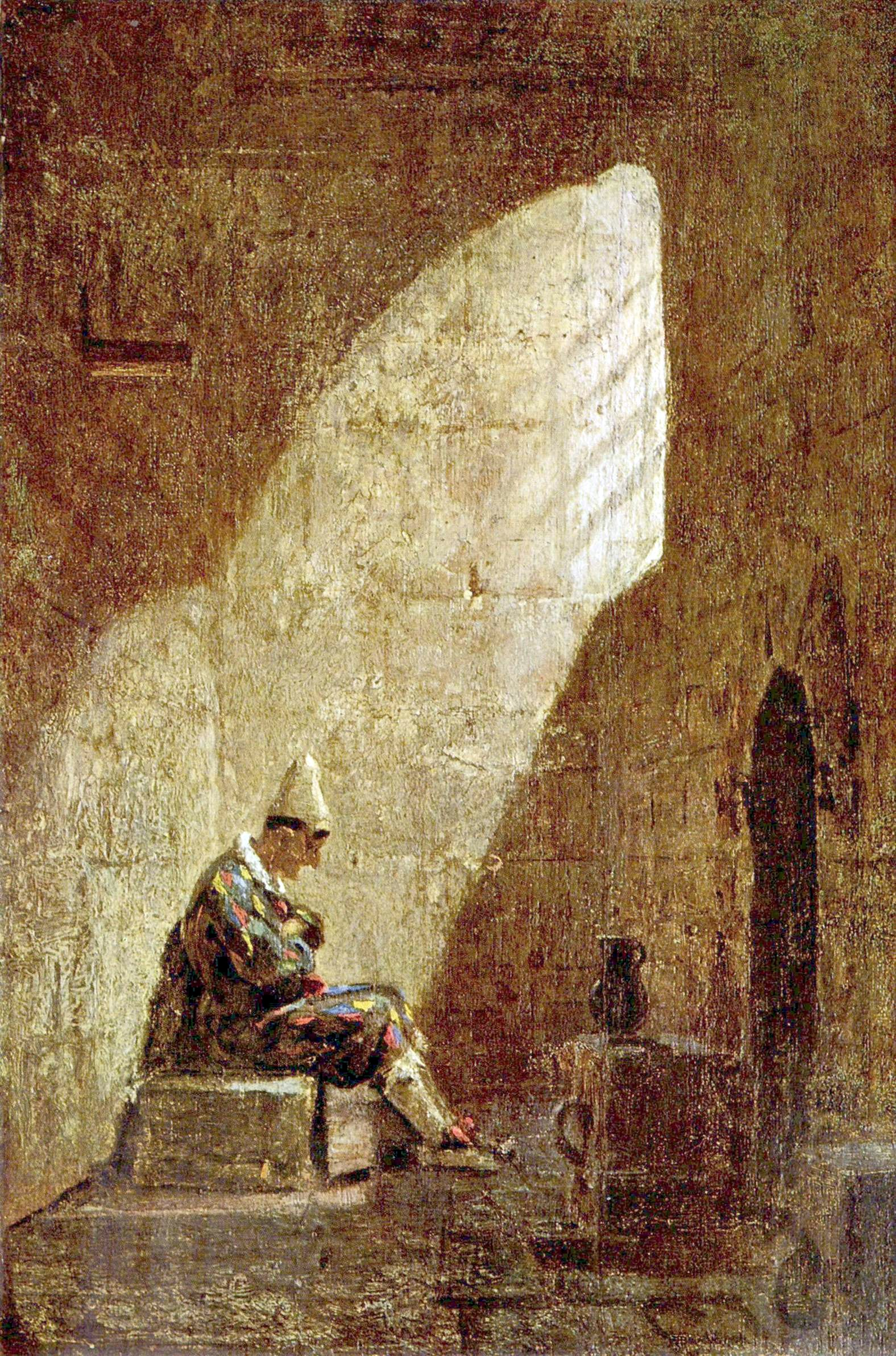
Mercoledì delle Ceneri
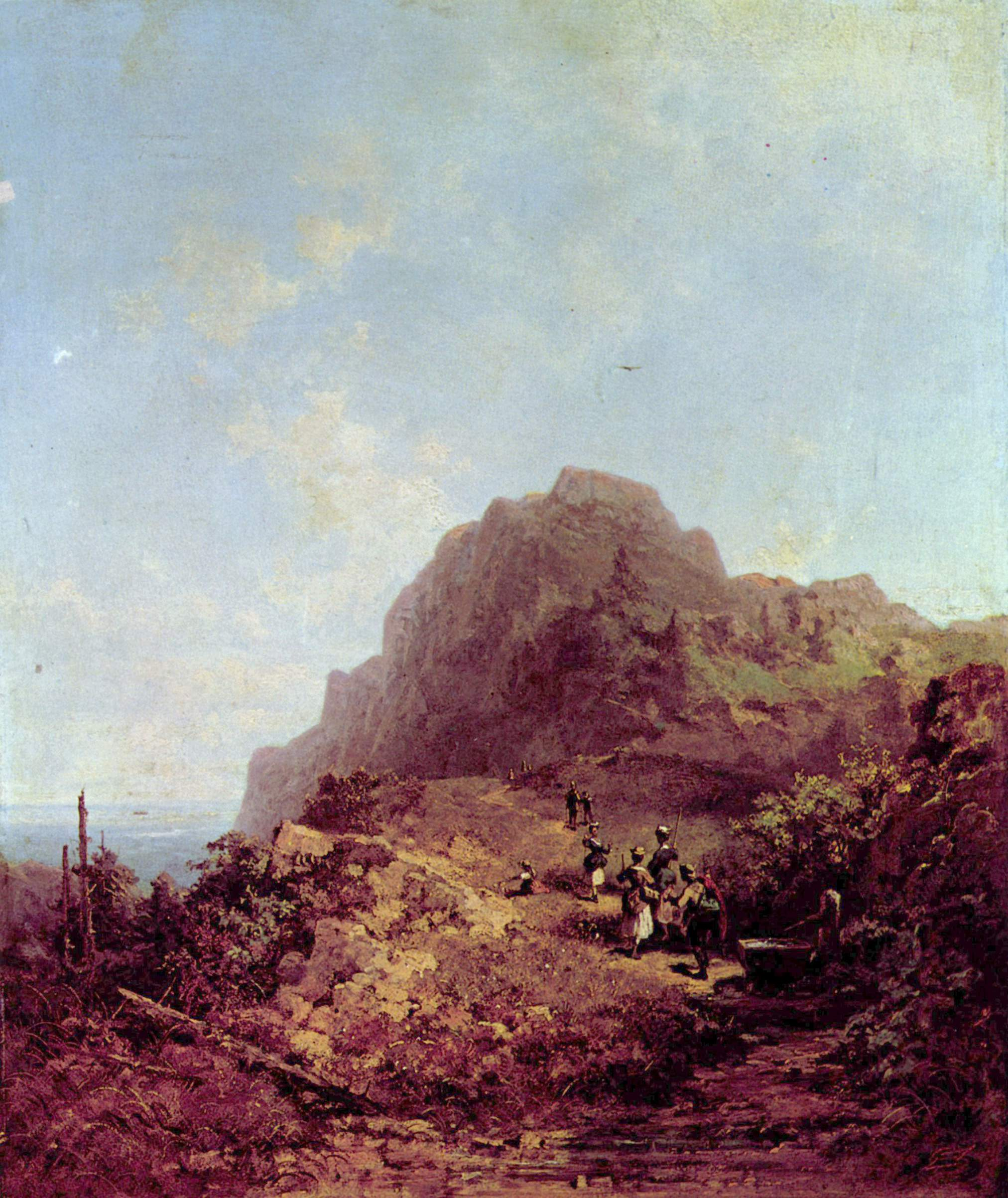
Passeggiata in montagna
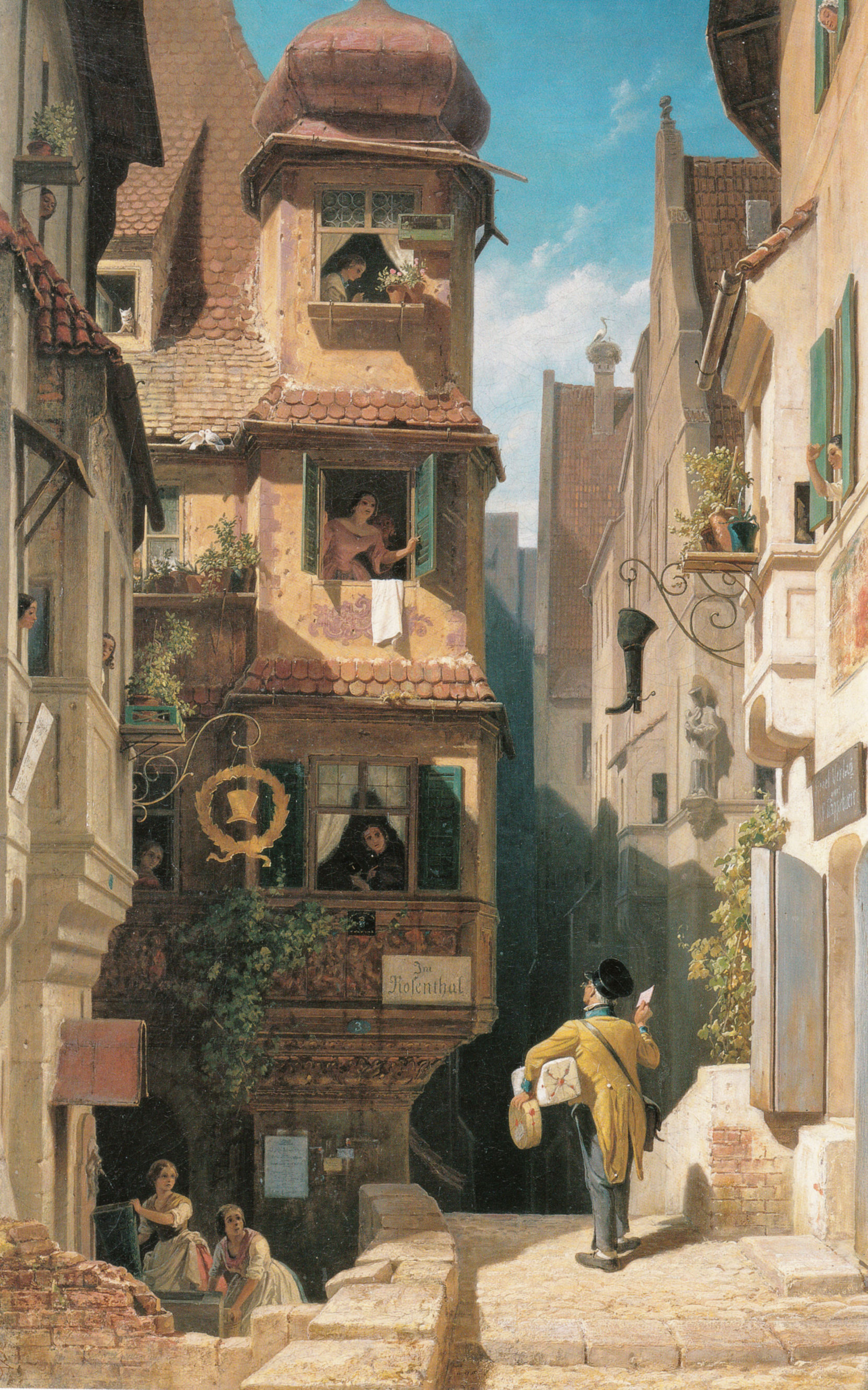
L'arrivo del postino a Rosenthal
La strada per la chiesa
La cicogna
La posta
Una visita
Atmosfera temporalesca
Nel giardinetto di casa
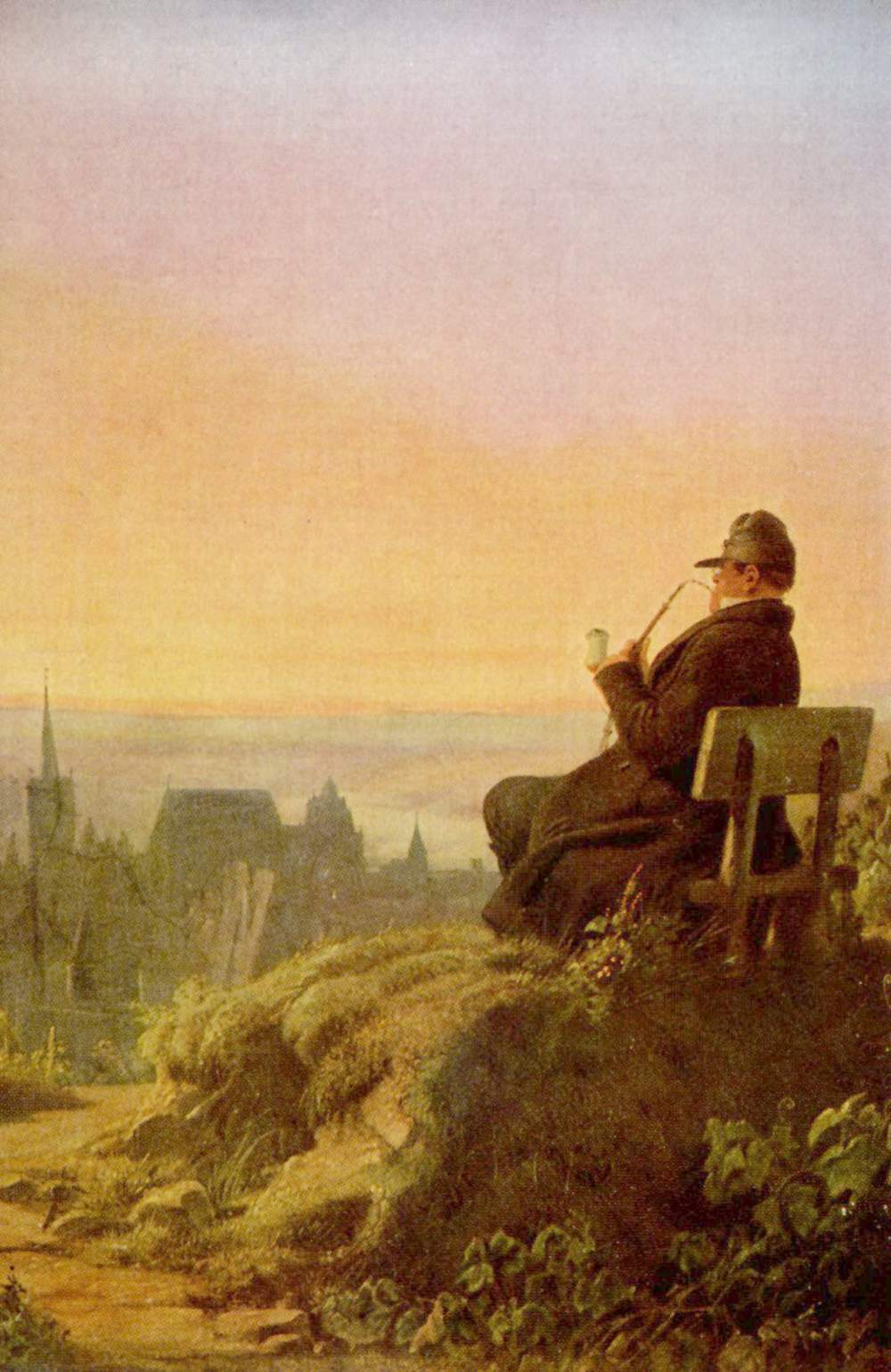
Sosta nel vigneto
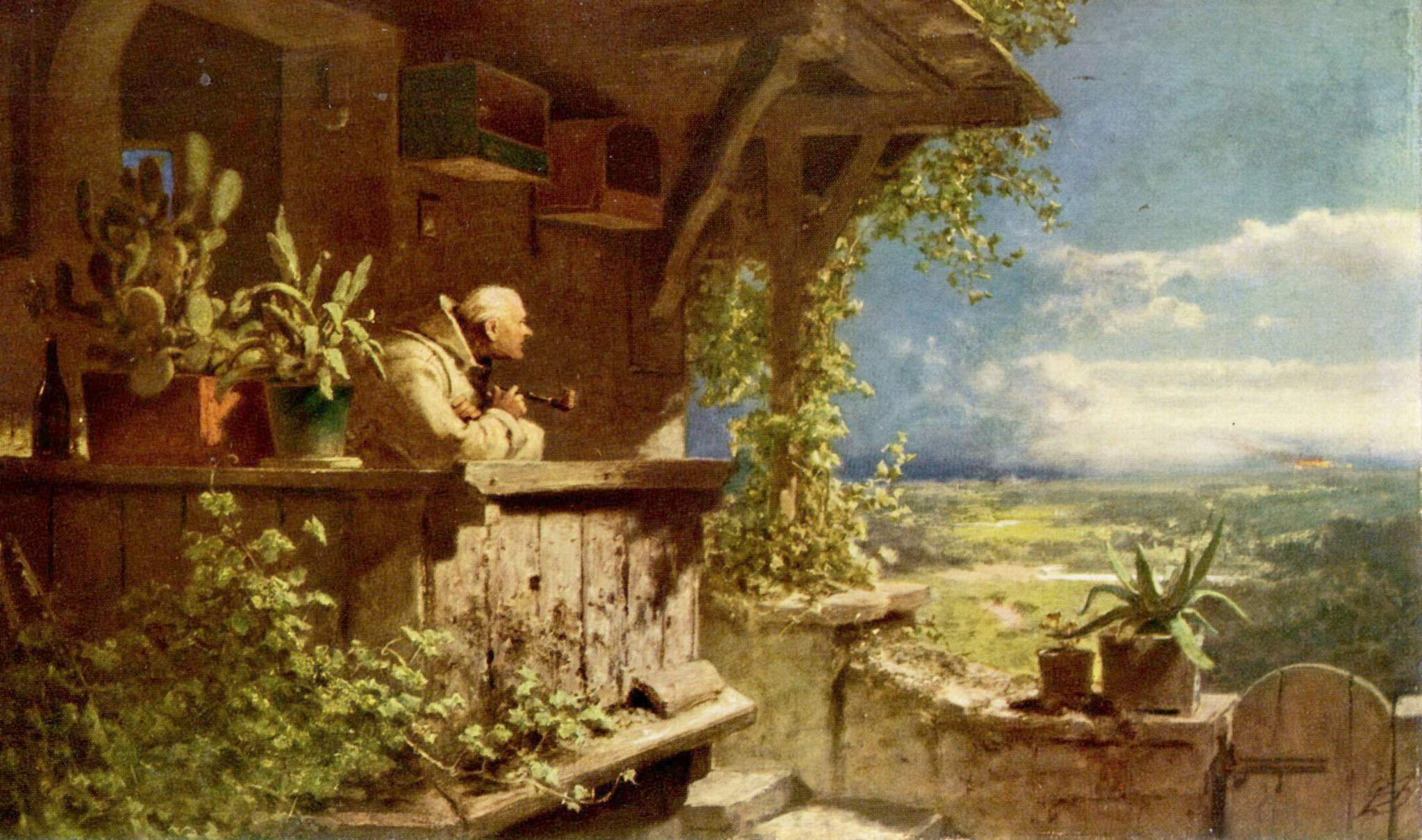
Fumo sospetto
Lavandaie alla fontana
Dov'è il passo?
Ispezione doganale delle guardie papali
Stazione doganale a Zirl in Tirolo